# 日本のタクシー

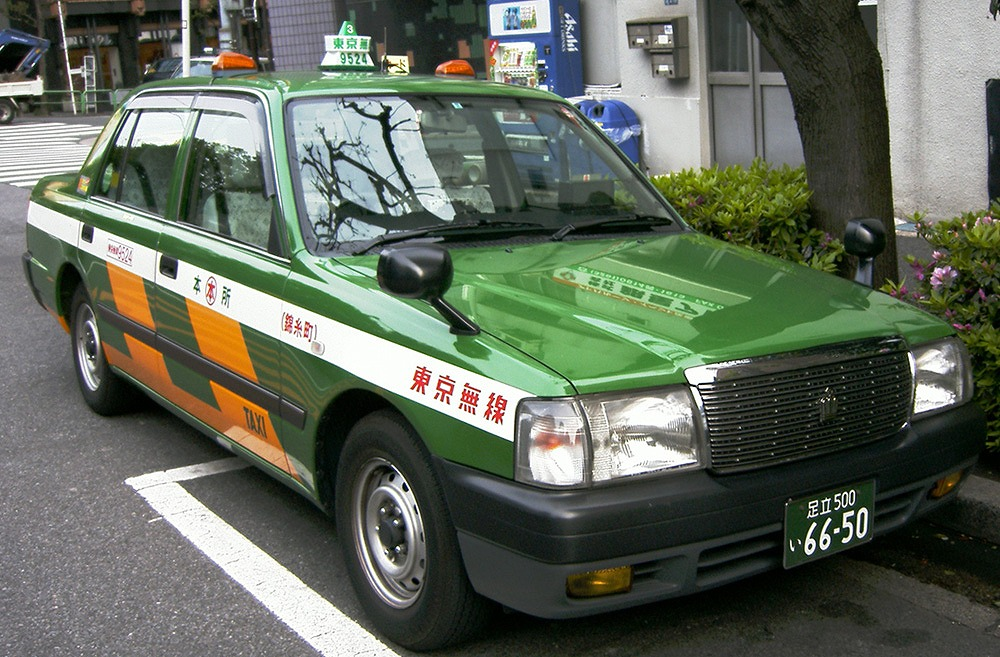
典型的な日本のタクシー車両

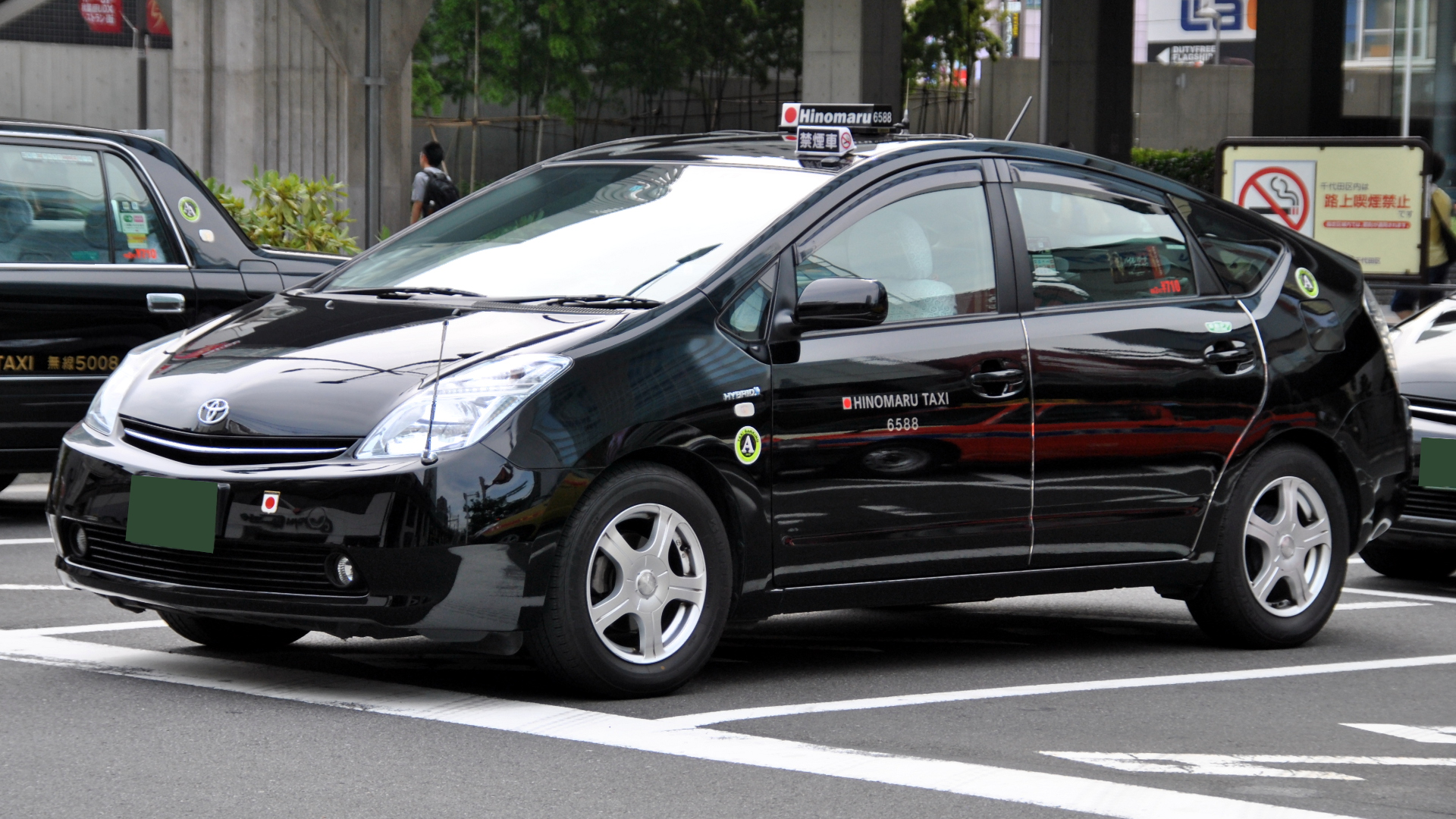
環境保護の観点で使用されるようになったハイブリッドカータクシー（プリウス DAA-NHW20）

日本のタクシー（にほんのタクシー）は、日本におけるタクシー事情について記述する。

## 概要

### 法的定義など
日本におけるタクシー事業の法的位置づけとしては、道路運送法（昭和26年法律第183号）第3条第1号ハで定義される『一般乗用旅客自動車運送事業』の類型の一つで、具体的には「一個の契約により国土交通省令で定める乗車定員未満の自動車を貸し切つて旅客を運送する一般旅客自動車運送事業」とされている。乗車定員の上限については国土交通省令である道路運送法施行規則（昭和26年運輸省令第75号）第3条の2で「11人（未満）」とされていることから、「一個の契約により乗車定員10人以下の自動車を貸し切つて旅客を運送する一般旅客自動車運送事業」と読み替えることができる。道路運送法においてタクシー事業とハイヤー事業は明確な区分がないが、タクシー業務適正化特別措置法（昭和45年法律第75号）第2条第2項において、ハイヤーを「運送の引受けが営業所のみにおいて行なわれるもの」と定義づけており、それ以外をタクシーと称している。
タクシーに係わる法令として、道路運送法、タクシー業務適正化特別措置法の他、特定地域及び準特定地域における一般乗用旅客自動車運送事業の適正化及び活性化に関する特別措置法（タクシー事業適正化・活性化特別措置法）、旅客自動車運送事業運輸規則、一般乗用旅客自動車運送事業標準運送約款などがある。
事業用自動車を示す緑地に白字（軽自動車のタクシーは黒地に黄字）、基本的に、3ナンバー又は5・7ナンバー（乗用登録）のナンバープレートがつけられるが、一部のタクシーでは、1ナンバーまたは4ナンバー（いずれも貨物登録）の車両をベースとする事業者もある。
自家用自動車を用い、タクシー営業に必要な許可を取らずに行われるタクシー営業（自家用自動車のナンバープレートが白地であることから『白タク』（しろタク）と呼ばれる）は「自家用自動車は有償で運送の用に供してはならない」と定めた道路運送法第78条に違反する行為であるが、インバウンド需要に対応できるタクシードライバー不足もあって、訪日外国人旅行客を狙った在日外国人による白タク行為が顕在化するようになってきた。こうしたことから、2024年には近年のタクシードライバー不足の解消策の一つとして、タクシー事業者の管理の下で地域の自家用自動車や一般ドライバーによって有償で運送役務を提供することを可能とする制度（自家用車活用事業、通称『日本版ライドシェア』）が創設された。

### 市場規模
全国の市場規模は2009（平成21）年度でおよそ1兆8000億円、2010（平成22）年度で1兆7279億円。最大であった1991（平成3）年度の6割程度まで落ち込んでいる。
規制緩和によって大都市圏を中心に多くの地域でタクシー台数が過剰となり、2009年（平成21年）10月にはタクシーの減車を促すタクシー事業適正化・活性化特別措置法が施行された。この結果、全国に先がけて減車が進められた東京地区ではタクシー台数が最大時から約2割減少、2010年（平成22年）7月以降には一台あたりの売上高が増加に転じ、翌年3月の東日本大震災発生まで8か月連続で増加した。

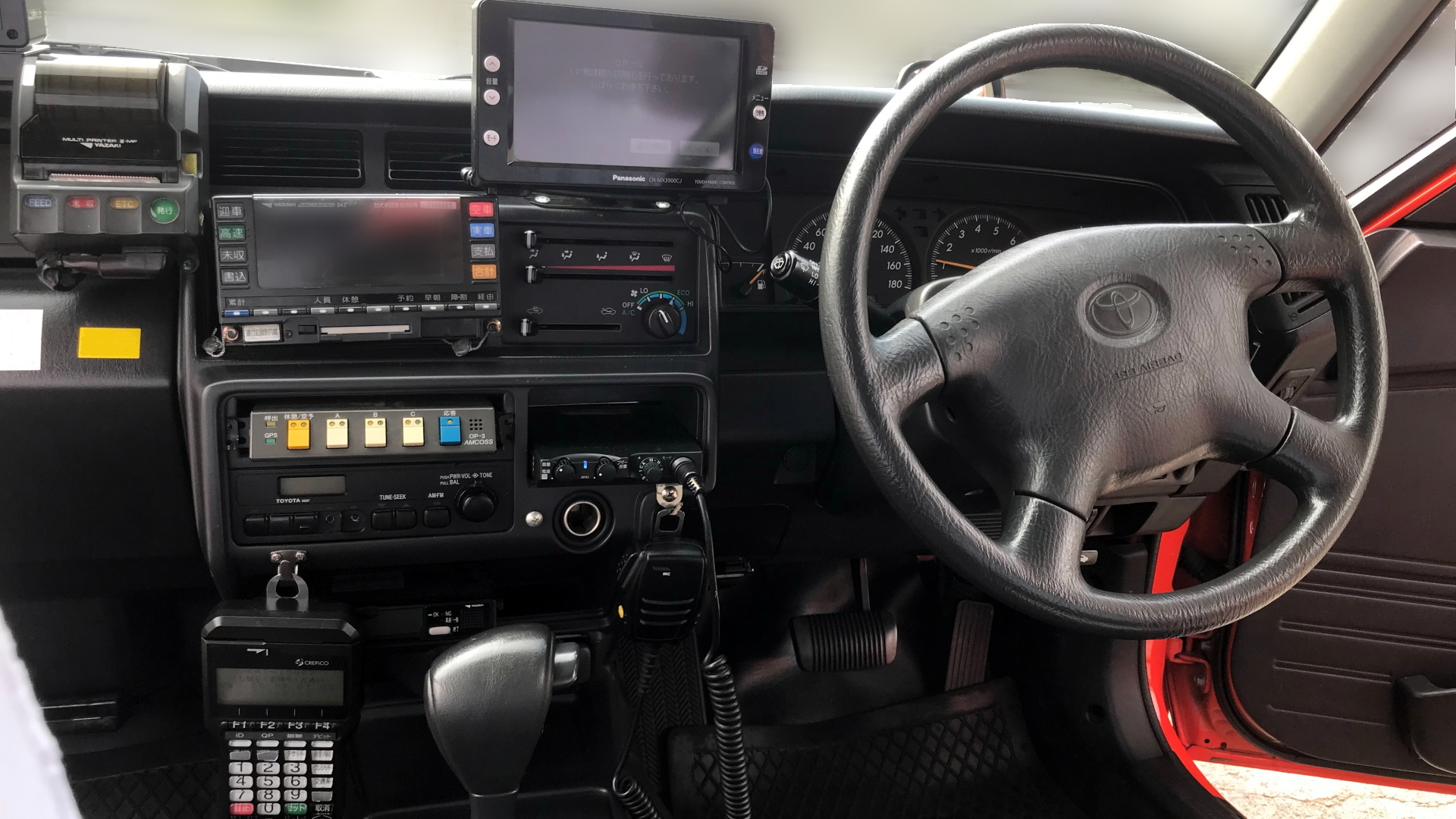
平成後期頃の日本のタクシーインパネ周辺（トヨタ・クラウンコンフォート／チェッカーキャブ所属小松川タクシー）。メーターとラジオの間に無線機が設置されている。メーターの左隣にレシートプリンターが、ラジオの下にカード決済機がある。

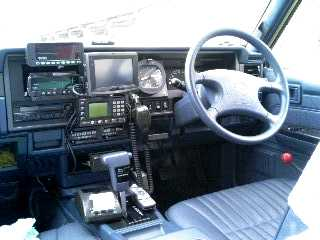
平成中期頃の日本のタクシーのインパネ周辺（セドリック・カスタム／神奈川都市交通）。速度計横にタコグラフ器、中央にカーナビ、GPS、無線機が設置され、無線機から音声通話端末がつながっているのがわかる。その横に運賃料金メーター機とユニット表示機。シフトレバーの左手に領収書発行機、右側にカーナビの操作機。運転席シート右側には赤いノブが付いた左後部ドアの開閉レバーが見える。

## 歴史
1912年（明治45年）7月10日、東京市麹町区有楽町（現東京都千代田区有楽町）にタクシー自働車株式会社が設立され、同年8月15日から本社前でT型フォードを6台使用して旅客営業を開始した。これが日本における、自動車を使用したタクシーの最初の営業であった。
このタクシーは料金メーターを搭載して「辻待ち自動車」と呼ばれており、上野駅と新橋駅を拠点に営業していた。料金は最初の1マイルが60銭、以後0.5マイル毎に10銭増しであり、人力車に倣って夜間・雨雪時の割増運賃も設定されていた。その後、1914年（大正3年）には東京駅が開業したことにより、同社によって東京駅でも営業が行われた。その後タクシーは全国に普及するが、当初は料金体系がバラバラで苦情が多かったことから、1924年（大正13年）大阪市内を1円均一で走るタクシーが登場した。これを円タク（えんタク）と称する。円タクは、2年後、東京市にも登場した。実際は範囲内短距離であれば運転手と交渉し、80 - 90銭にまけさせた事例も見られた。業務で頻繁に乗る常連には20銭から50銭といった極端に安い料金で運行する例も見られた。
1930年代のタクシーの乗務員には、運転手のほか助手が存在していた。助手の本来の役割は乗客の乗降を手助けするサービスを行うことが目的であったが、タクシー事業者にとっては客の勧誘や料金の誤魔化し防止、用心棒の役割も果たす存在であった。この頃、都内に昼間見られる流しのタクシーの例では、1/3の程度割合で助手が乗車していたが、利用者にとっては運転には関係のない助手は雲助を連想させる存在であり、時には不快感を抱かせることもあった。1936年（昭和11年）、警視庁とタクシー事業者による帝都交通統制委員会では助手の廃止が議題とされた。業者や交通課が廃止に賛成する意見を出す一方、刑事部は自動車強盗に対する防犯の立場から反対を採った。
満洲事変から第一次上海事変へと日中関係が混迷を深める中、石油会社が値上げを発表するなど、東京市内のタクシーは混乱を深めていき、1938年(昭和13年）には車両、部品、燃料など物資統制の重圧から、警視庁は全てのタクシー営業を法人格を持つ者に限ること（最低基準車両50両）とし、175社へ集約統合を行った。その後、メーター制も復活し、初乗り2キロ30銭、1キロごとに10銭となった。
戦時体制が整うにつれ、1937年（昭和12年）には、石油資源の確保のため、タクシーの流し営業が禁じられた。
ガソリンの節約を目的に代用燃料への転換も進められ、ついには1941年（昭和16年）9月11日からタクシーの営業許可は代用燃料車にのみに出されることとなった。この頃にはガソリンも自由に購入できなくなっていたこと、同日からは代用燃料車の料金をメーター表示額の倍とすることが決定した ことから、石炭（コークスを含む）や木炭を使用した自動車への改装が加速した。
第二次世界大戦の戦況が厳しくなった1944年（昭和19年）には、決戦非常措置要綱に基づき重要用務に対する緊急配車以外禁止となり、一般人が利用する従来の円タクは廃止された。
終戦後、東京都内で焼け残ったタクシーは、1,565台だけであった。
1950年代後半以降、モータリゼーションの発達により、大都市圏を中心に「神風タクシー」と呼ばれる粗暴運転、乗車拒否、不当運賃請求（雲助タクシー）などが問題となり、交通事故も多発し、白タクも横行した。それらを抑制する目的で個人タクシー制度が生まれ、1959年（昭和34年）に東京で初認可、1960年（昭和35年）には関西でも個人タクシーが認可されると、法人タクシーと個人タクシーが競合した。1970年（昭和45年）には、タクシー業務適正化臨時措置法が施行され、東京圏・大阪圏ではタクシー運転手を登録制とし、東京・大阪タクシー近代化センターが設置された。
1992年（平成4年）6月19日に、第3次臨時行政改革推進審議会が「国際化対応・国民生活重視の行政改革に関する第3次答申」により、国民生活に関連の深い分野での経済的規制の緩和を求めたことを受け、運輸政策審議会は、「今後のタクシー事業のあり方について」（平成5年5月11日答申第14号）を答申した。これを受けて、運輸省では、運賃・料金の多様化、需給調整の運用の緩和等に取り組むこととし、1995年（平成7年）3月に実施された東京地区の運賃改定は、遠距離割引運賃、ワゴン配車・時間指定予約料金、時間制運賃などが、1995年12月に実施された大阪地区の運賃改定は、定額運賃前払割引、ノーマイカーデー割引などが設定され、需要の喚起、利用者ニーズに即したメニューの多様化が図られた。
規制緩和推進計画で、運賃・料金の多様化、需給調整の運用の緩和、事業区域の段階的拡大等が盛り込まれたことを受け、運賃・料金の多様化については、タクシー事業の特性に応じ、一層の経営効率化インセンティブ付与、サービス向上、利用者の利益保護等の観点から、設定方式のあり方等について検討を行うこととした。
需給調整については、1993年（平成5年）10月より、東京地区において一定幅の中で増減車を弾力的に認める制度が導入されていたが、需給調整の透明化を図るとともに、当該事業区域の需給状況が、あらかじめ示された一定範囲を超える供給過剰である場合を除き、免許等の処分を行うよう、より弾力的な処分を行うこととした。事業区域については、事業の効率化を図る観点から、地域の実情を踏まえ、段階的に統合・拡大を図ることとした。
1996年（平成8年）12月16日に行政改革委員会より「規制緩和の推進に関する意見（第2次）－創意で造る新たな日本」が公表され、
今後は、量的規制である需給調整規制を廃止し、これと併せて、タクシー運転手の資格要件の規制、事業者の資質の確保・向上のための具体的方策を講ずることとし、そのための体制の整備を図るべきである。このような方向への転換のためのスケジュールを明確にすべきである。これらの措置については、サービス改善効果を見守りつつ、段階的に進めることとし、当面は、需給調整規制の基準の客観化、数値化、透明化を徹底して図るべきである。また、その際、あらかじめ需給の計算結果を明示した上で、あらかじめ示された一定範囲を超える供給過剰である場合を除き、申請に応じて増車、参入を認めるシステムを確立して、それにより運営を行うべきである。また、事業区域規制については、当面、事業区域数をほぼ半減させることを目標として統合を進め、最低車両台数規制については、最大60両となっている車両数を最大10両に縮減する規制緩和措置を、内容に応じ速やかに行うべきである。
　さらに、価格規制については、利用者にとって選択しやすい内容とするとともに、できる限り事業者の自主性が尊重される多様な運賃水準の設定が可能となるようにすべきであり、当面はゾーン制により緩和を図ることとし、将来的には上限価格制に移行すべきである。
との意見がなされた。
運輸省では、これを受けて「タクシー運賃制度研究会」を設置し、当該研究会での結論を踏まえて、1997年（平成9年）度から10 %の幅の中であれば、自由に運賃の設定を認める「ゾーン制運賃」を導入するとともに、初乗距離を短縮（2 kmを1 km）する運賃を認めることとした。事業区域の拡大は、1996年時点で1911あった事業区域を統合し、3年間でほぼ半減させる措置を講じたほか、最低保有車両数の基準については、例えば東京で60両の基準を10両に引き下げる等の見直しを行った。
需給調整規制の廃止については運輸政策審議会自動車部会で審議することとした。こうした状況を踏まえつつ、1997年（平成9年）12月4日に行政改革会議最終意見が公表され、「運輸政策審議会の審議については、迅速化を図り、委員会意見の趣旨に沿った結論をできるだけ早期に得ることを求める。また、需給調整基準やゾーン運賃幅のさらなる緩和を検討すべきである。」との意見がなされた。
1999年（平成11年）4月9日に運輸政策審議会自動車部会は、「タクシーの活性化と発展を目指して ～タクシーの需給調整規制廃止に向けて必要となる環境整備方策等について～」（平成11年4月9日答申第16号）を答申し、参入に関しては、これまでの需給調整規制を前提とした免許制に代え、輸送の安全の確保、安定的なサービス提供及び利用者保護に関し一定以上の能力を有するか否かを審査し、これらの要件を満たす者には、参入を認める許可制とすることとされた。
この答申を受けて、2002年（平成14年）2月1日に道路運送法・タクシー業務適正化臨時措置法の一部が改正施行され、事業はこれまでの免許制から許可制とし、事業者の車両数増減も届出のみで自由に可能になった（いわゆる「タクシー規制緩和」とはこれらの法改正を指す）。これにより大都市では新規参入事業者が増加している反面、既存の中小事業者は地方・大都市の別を問わず、マイカーの普及や公共交通網の拡充、社会事情の変化などによる乗客の減少に加え、業務の性質そのものが収入を増やせず支出を減らせないため、構造的な業績不良に陥り、経営の苦しいところが多い。売り上げを上げるため労働者に過大な負担がかかるようになってきていることも問題視されている。同時に「タクシー業務適正化臨時措置法」は恒久法化され『タクシー業務適正化特別措置法』となり、タクシー近代化センターも「タクシーセンター」に改称された。
2008年（平成20年）5月2日にタクシー業務適正化特別措置法施行令が改正され（2002年の規制緩和に対して再規制と俗称する）、東京・大阪地区のほか、全国11の大都市が指定地域となっている。
2024年（令和6年）秋、タクシー無線の一般社団法人の全国自動車無線連合会が解散する。IP無線などの普及により、基地局が4分の1に減少していた。

### 年表
- 1912年（大正元年）8月15日 - 東京市の上野駅前・新橋駅前で営業開始。
- 1914年（大正3年） - 東京中央駅開業とともに駅構内営業開始。タクシー自働車株式会社による。
- 1924年（大正13年）6月27日 - 大阪、1926年（大正15年）6月10日東京で、市内1円均一タクシー（通称円タク）が登場。
- 1945年（昭和20年）迄の間、全国各地で政府勧奨による企業統合が行われる。（いわゆる戦時統合）
  - 各地区の大手タクシー会社は概ねこの時期に成立。
    - 東京では三度に分けて企業合同が行われた結果、大和自動車交通・日本交通（日交）・帝都自動車交通・国際自動車 (km) の4社に集約。
    - 横浜及び川崎は東横タクシー（現 : 神奈川都市交通）に集約。
    - 名古屋は名鉄交通（名タク）・東和交通・名古屋相互交通（現 : 鯱第一交通）の3社に集約。
    - 京都は京都聯合自動車（のちの京聯自動車）・ 京都相互タクシーの2社に集約（ただし彌榮自動車部傘下の京都タクシーと京都中央自動車は統合に参加せず、1947年彌榮自動車に合併）。
    - 大阪は大阪交通（現 : 国際興業大阪）・相互タクシー・日本交通・信興タクシー（現 : 未来都タクシー）・大阪タクシー統制（現：都島自動車）の5社に集約。
    - 神戸は神戸自動車交通（現 : 神姫タクシー）・神戸タクシー合同（現 : 国際興業大阪神戸支店）の2社に集約。
- 1949年（昭和24年） - 戦時統合以外の新規免許取得会社が登場。
- 1953年（昭和28年）10月13日 - 札幌にて日本初のタクシー無線が運用開始。
- 1959年（昭和34年）12月3日 - 東京都区部で個人タクシー営業が許可され173人に初免許交付。1960年1月15日には大阪市、同3月1日名古屋市へと全国に免許区域拡大する等個人タクシー復活。（「個人タクシーの日」）
- 1969年（昭和44年） - 財団法人東京タクシー近代化センター（東京都23特別区と武蔵野市、三鷹市を管理）と財団法人大阪タクシー近代化センター（大阪市、門真市、守口市、豊中市、吹田市、茨木市、高槻市、堺市、和泉市などを管理）設立。
- 1970年（昭和45年） - 東京23区内のタクシー値上げを機に深夜割増制度が導入[19]。
- 2002年（平成14年） - 東京タクシー近代化センターが「東京タクシーセンター」に、大阪タクシー近代化センターが「大阪タクシーセンター」に改称。
- 2008年（平成20年） - 東京新橋駅前にて、優良タクシーの専用乗り場[注 7]が設置される。
- 2010年（平成22年） - 神奈川タクシーセンター設立。
- 2015年（平成27年） - 3月に国土交通省自動車局旅客課が発表した資料によると、タクシー運転手の平均年収は298万円、平均年齢は58.3歳、平成24年時点での女性比率は2.3%とのことであった[21]。

## 利用方法

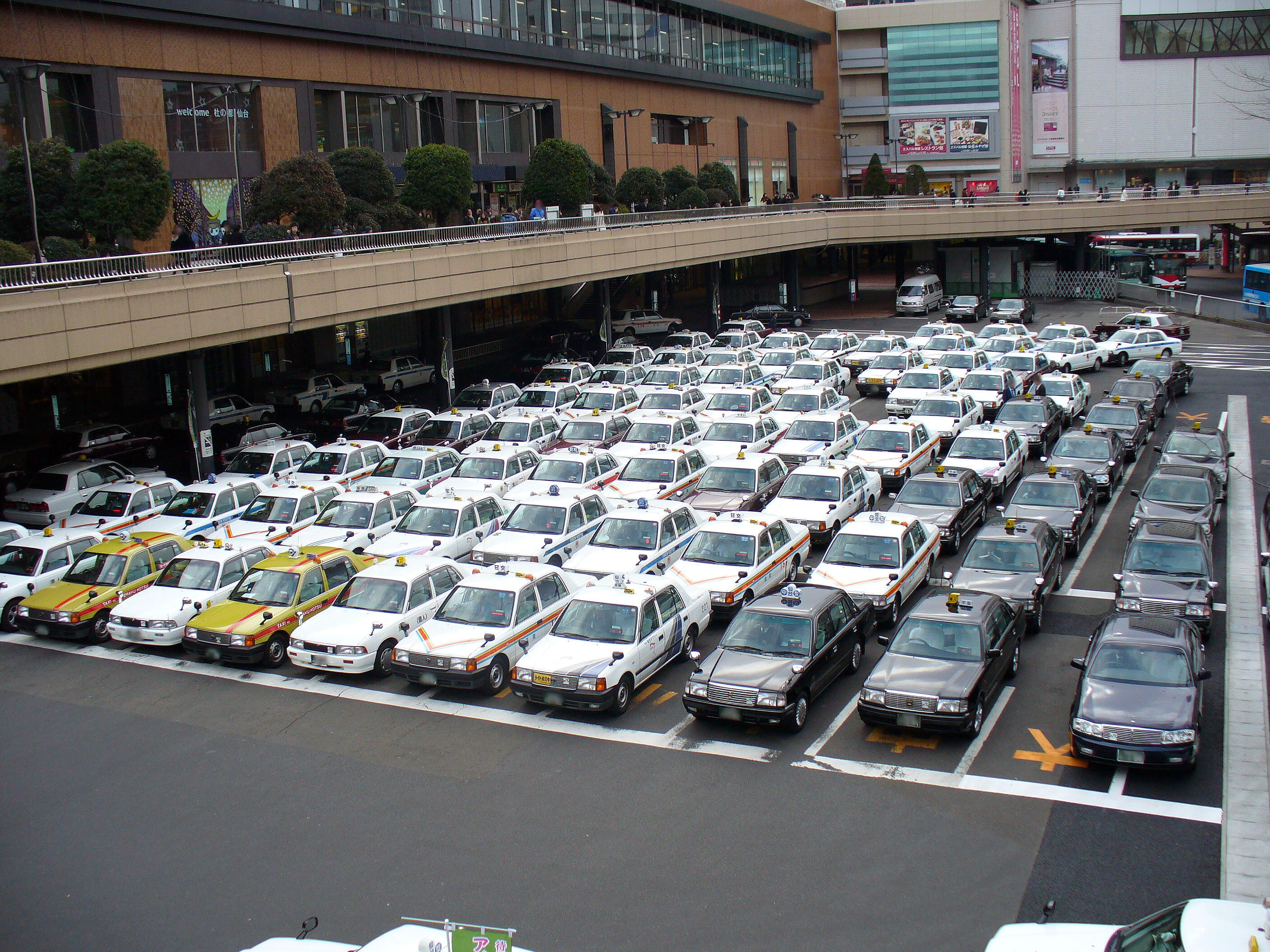
客待ちをするタクシー（仙台駅前）

駅、空港、港、百貨店、観光地、繁華街、病院などにはタクシー乗り場が設けられており、順番に並んで乗車する（東京駅などでは「先着順にお乗り下さい」と記されている、乗り場誘導係員も基本的にそれを遵守している）。タクシー車両を選ぶのは基本的に客の自由であり、最近では車両や後述の支払方法の多様化により、ワゴンタクシーの希望や現金以外での支払い（チケットやカード、電子マネーやQRコード決済等）を希望すると、順番の変更が受け入れられる場合がある。一部のビルや病院などには、タクシーセンターが選定した優良ランク事業者の乗務員、タクシーセンター発行の優良証を持つ乗務員が入構出来る優良乗り場（東京都の場合、東京駅丸の内側や渋谷駅西口など）や特定事業者だけが入構可能な専用の乗り場がある。特定事業者の専用のタクシー乗り場の中には、入構するタクシー事業者がその施設所有者へ施設使用料を支払い構内権を購入している場合がある。特定事業者の専用の乗り場の場合でもその事業者の車両が待機していない時に客が乗り場に来た場合や客の呼び出しで迎えに来た場合は他の事業者の車両が入構することがある。
東京都内においては、新丸の内ビルディングや東京スカイツリータウンに「EV・HVタクシー乗り場」が存在し、ここには電気自動車とハイブリッドカーのみが待機できる。但し、前者は21：00〜翌9：00と日祭日は通常のタクシーも待機可能で、後者は待機車両が無い場合は通常のタクシーも入庫が可能となる。利用者は他の待機場同様、先頭から順番に乗車することが基本であるが、予約又は無線配車の場合はその限りではない。
走行中のタクシーが空車表示で走行中の場合は停めて乗車することができる。それ以外の表示の場合は通過。
主要都市の市街地では、フロントガラスから見えるように「空車」のプレートをダッシュボードに掲げて、あるいは実空車表示器に「空車」を表示して走っている（流し）タクシーに対して手をあげたら停車するので乗車すればよい。夜間の場合はプレートが見づらいことから、プレートの代わりに車上の社名表示灯が点灯しているか否かで区別できる地域もある。以前はタクシーメーターから出た腕に赤地に白文字の空車表示板が取り付けられており、実車時にこの腕を倒していたことから、運賃計算のことを「メーターを倒す」と表現した。最近はほとんどの車両で電光式の「空車」「迎車」「予約車」「賃走」「割増」「支払」「回送」などの表示がされており、プレート式や幕式の表示は減って来ている。ただし、表示器で表示できないものを表示するためや、表示器の故障時に使用する目的でプレートを車載する車両もある。
営業所・専用コールセンターに電話をすることで呼び出す、もしくは近年においてはスマートフォン・タブレット端末用のタクシー呼出アプリ（一部のタクシー会社で採用）を用いて、迎えに来てもらうこともできるが、その場合は迎車料金がかかる（無料の場合もある）。地方においては、過疎化やモータリーゼーションの進行もあり、流し営業では利益を見込めないため、ほとんどが呼び出しまたはタクシー乗り場で乗車する地域も多い。走行しているタクシーが空車であった場合、手を上げれば乗り込めることは都市部と変わらない。
タクシーは自動で後方左側のドアを開ける場合が多いので、客は自分で開ける必要はない。後方左側以外のドアは自動では開かないので客が開ける。タクシー乗り場にが左回り一方通行の場合に後方右側から乗降する。自動ドアのタクシーは諸外国で見られず、日本のタクシー仕様車が輸出されている香港や台湾などで散見される。
タクシーに乗り込んだら行き先を告げる。走り出すときに乗務員が運賃メーターをスタートさせることにより料金が発生する。ただし、電話などで呼び出し迎車で進行してきた場合、基本料金分のメーターが作動しているか迎車料金がかかる。いずれの場合も、一定の走行距離又は乗車時間（但し途中でタクシーを待たせて車から離れても時間メーターがカウントされる）、もしくはその双方で運賃料金が表示される。目的地につくと乗務員が運賃メーターを止めるので、そのときに表示された金額に従って料金を払う。基本となるメーターの他に、料金ユニットといわれる支払額を示すメーターがついており、これに従って運賃料金を精算する。これは、遠距離割引や障害者割引（割引を受ける場合は障害者手帳の顔写真面の提示が必要）、迎車料金、予約料金等の、通常のメーター以外の割引や加算分を示すものである。契約として、あらかじめ定められた定額運賃によるものもある（羽田空港定額運賃・成田空港定額運賃）。この場合、メーターによる運賃の収受ではなく、あらかじめ決められた運賃を支払えばよい。有料道路を利用した場合の通行料や、観光で利用するなどの際に有料駐車場を使用したときの駐車料金は、乗客が負担するものなので、メーター額のほかに支払わねばならない。
精算方法としては、現金の他、チケット（タクシー会社発行のもの、クレジットカード会社発行のものなどがあり、利用限度額や使用期限が定められていることもある）、クーポン（偽造防止で新規発行は廃止、すでに発行された分であれば使用可能である場合はある）、クレジットカード、デビットカード、交通系ICカード（Suica等） / ID / QUICPayの非接触ICカード決済、PayPayほかのバーコード・QRコード決済などがある。現金以外の場合は、使えるタクシー（事業者）が限られているので、乗車時によく確認する必要がある。
降車時も左後方のドアが自動で開く。客が降りるとドアが閉まるので客は閉める必要はない。これは乗務員が客の動作や周囲の交通状況を確認し操作するものであり、一般的な意味での自動ドアとは違う。近年では、負圧式（エンジンの吸気の力）や空気式（圧縮空気を利用）、電動式で強く腕力を要しないものも増えてきた。降車時に客がドアを閉めると、ワイヤー式やてこを利用したレバー式の場合、乗務員側のレバーも連動して動くため、乗務員の腕や足等がレバーに挟まれる場合もあるので、ドアの開閉は乗務員に任せるべきである。但し、助手席に乗る場合旅客自ら開閉することが必要でその事は普通の車と変わらない。後方右側のドアは乗り逃げ防止のためと旅客がドアを勝手に開閉させることで起こりうる事故を未然に防ぐ意味でチャイルドロックが掛けられていることが多い。

## 運賃

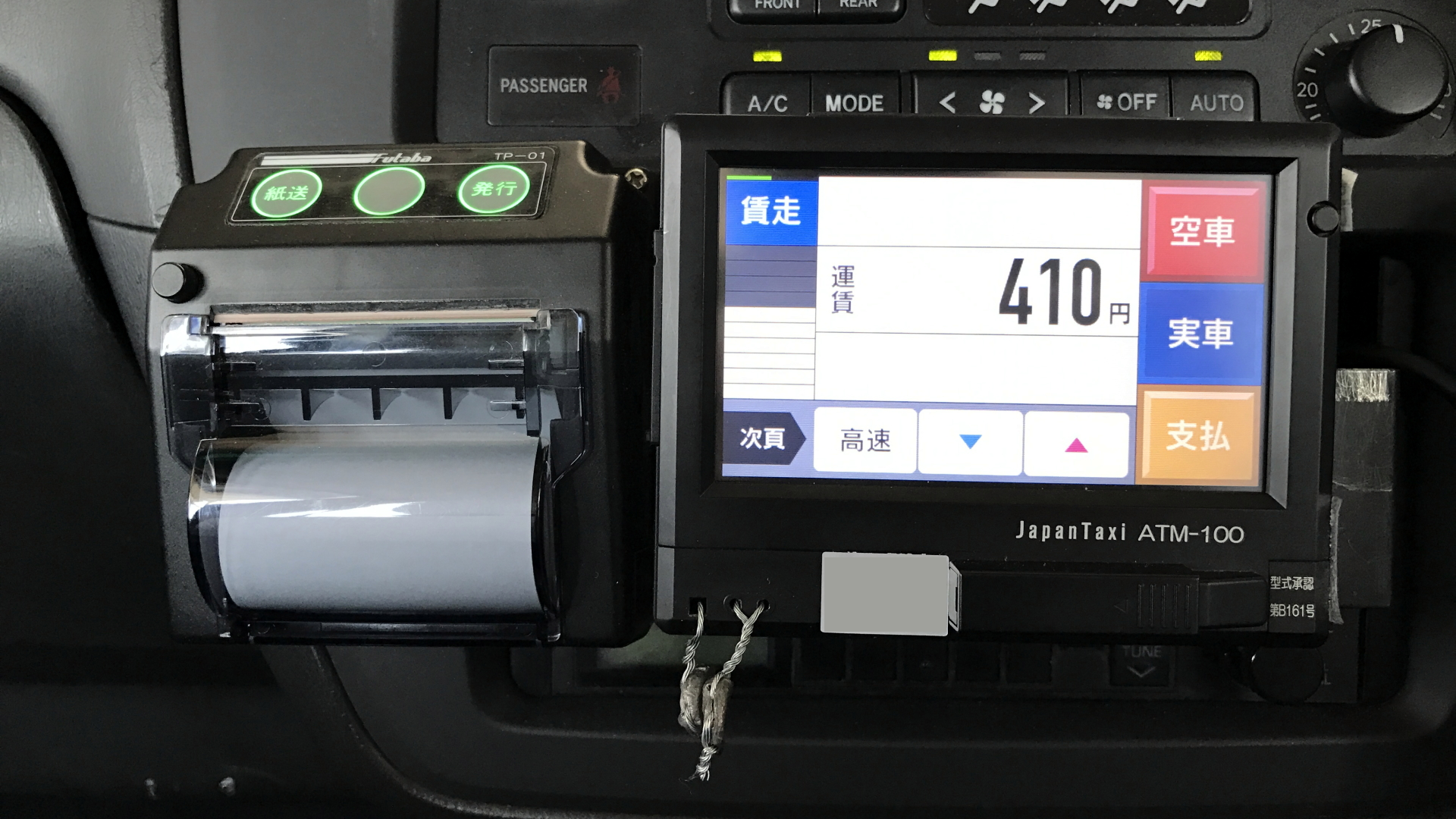
タクシーの料金メーター（画像はJapanTaxi（現・Mobility Technologies）製）。
内部の不正改造を防止するために封印シールと封印付きワイヤーで封緘されている。

運賃はかつて、原則として全ての事業者からの申請（実際には事業者団体による一括申請）を前提とする同一地域同一運賃制度に従い、原則として同じ地域では会社を問わず同じ運賃であったが、1993年（平成5年）にこの制度が廃止され、上限運賃の改定申請事業者の車両数の合計が当該運賃適用地域における全体車両数の5割を超えた場合に運賃改定手続を開始することになり、1998年（平成10年）3月からは個人タクシーは除外され、申請があった法人事業者の車両数の合計が7割を超えた場合に運賃改定手続を開始することとなった。運賃改定申請は各事業者が個別に行うこととなっている。
現在では、地域ごとに定められた上限運賃と下限運賃（上限運賃から約10%）の範囲内であれば審査を省略でき、各社の裁量により運賃を自由に決めることができる。たとえば、2017年（平成29年）2月現在、東京都区部における一般的な普通車初乗り運賃は410円であるが、400円や300円とする会社も見られる。1997年（平成9年）には初乗距離短縮運賃制が一部会社で導入された。これは、初乗り運賃を安くする代わりに初乗り運賃が適用される距離を短くするもので、一定距離を走行すると通常の運賃と同額になるが、初乗り運賃の高さから敬遠されがちな短距離利用の促進を狙っている。
個人タクシーでは消費税法に基づく事業者免税点制度が適用されることから（売り上げが規定値以下のため）消費税の納税義務を免除されており、その分、法人タクシーよりも運賃が安くなっている地域もある。

### 基本的な運賃料金システム
通常のタクシーの運賃・料金は以下で構成される。

#### 基本運賃
距離制運賃
初乗運賃乗車してから一定距離までは定額の運賃となる。これが初乗運賃である。「ワンメーター」とも呼ぶ。
加算運賃一定距離を走行するごとに、一定額の運賃が加算される。2002年（平成14年）の規制緩和以降、事業者が自由に設定できる。
時間距離併用制運賃一定速度（時速10km）以下で走行していたり、停止していたりする間は、走行距離の代わりに経過時間を一定基準の計算法により距離に換算し、運賃が加算される。このため走行経路が渋滞していると、移動距離の割に高額な運賃となってしまう。旅客の都合により乗っていたタクシーを待たせる場合もこの運賃が適用される。
地域によっては、高速道路では時間距離併用制運賃を適用しない。途中下車できない高速道路上の渋滞で運賃加算を防ぐため。運転手は高速道路の入口にある「自動車専用」の標識を通過次第、タクシーメーターの高速ボタン（ない場合は支払ボタン）を押して距離加算のみ設定し、出口の標識を通過次第解除する。
時間制運賃
乗車契約した時間だけで決まる運賃。観光地の名所回りなどの場合によく使われる。単に「貸切」と呼ばれることも。
定額制運賃
出発地点と到着地点が決まっていれば、走行距離や走行時間にかかわらず一定額となる運賃で、主として空港連絡の場合などに使われ、羽田空港国際線や成田空港など一部ではルートを指定される。但し、距離制運賃のほうが割安と判断された場合は、適用されないこともある。
貸切制運賃
時間、距離に関係なく、例えば、「乗務員の一日の売り上げで見込まれるであろう最低補償を客が“運賃”として負担することによって、乗務員と乗務員の運転する車を一日借り上げる」手法。常連客を抱える個人タクシー事業者や、マスコミ関係の顧客を持つ事業者、観光目的等で一回の移動距離が長い地方部や観光産業が盛んな地域のタクシー会社に見られる。

#### 割増・割引運賃
深夜割増運賃
22時（一部大都市圏では23時）から翌5時まで通常2〜3割加算される。加算はメーター表示に加算されるのではなくてメーターが上がる距離が短縮される。よって初乗り金額には変更はない。この時間帯は、表示灯に青く「割増」と表示されることから「アオタン」とも言われる（花札用語（青短）からの転用）。
冬季割増運賃
北海道や東北、北陸信越地方などで、冬季の道路状況が劣悪になることに鑑みて、特定の地域を走行するタクシーにおいて、厳冬期間に限って終日加算される運賃。通常2割加算される。
障害者割引
身体障害者および知的障害者は、身体障害者手帳または療育手帳を提示することにより、1割引となる。事業者の運賃改定申請の際に割引が含まれる運賃が申請される地域が徐々に増え、現在は身体・知的障害者ともに全ての地域で実施されている。
他方、精神障害者への割引は2025年時点では少なくとも東京都を始めとして大半の地域では実施されておらず、運賃改定の際も身体・知的障害者割引のみが含まれ、精神障害者割引は含まれない運賃が申請される状況にあるが、個別の事業者やタクシー協会などの事業者団体内で方針に追従した一部事業者などで実施される場合がある。
しかし、精神障害者手帳の表紙には「障害者手帳」とのみ表示され「精神」の表示がないことから、知識のない運転手が割引対象の身体障害者手帳と誤認したり、障害の種別が色でわからないように統一された県があることや、他県の手帳カバーの色までは把握できていないことなどから、誤って割引対象外の精神障害者を割引してしまったり、逆に割引対象の身体障害者手帳や療育手帳を割引対象外と誤認することがあるなど混乱が生じている。
遠距離割引
一定運賃以上の利用した場合、一定額が割り引かれる。
5,000円以上の運賃の5割引（通称「ゴーゴー割」、「ゴーゴー運賃」）や5,000円以上3割引、9,000円以上1割引など事業者によって様々。遠距離割引を採用していない事業者もある。
往復割引
事前予約で往復で利用する旨を伝えた場合「往復割引証」が発行され、復路が1割引になる事業者もある。
免許返納割引
高齢ドライバーによる交通事故の急増を受け、高齢者の運転免許証自主返納（マイナ免許証の場合は免許情報の登録取り消し）を促すため作られた制度。実施している事業者では、免許を返納すると発行される運転経歴証明書を提示すると運賃が1割引になる。

#### 車種による運賃の違い
以上の運賃体系のほか、タクシーの車両は車種によりクラス分けがされており、クラスによって運賃が異なっている。初乗り運賃だけでなく、運賃が加算される走行距離なども異なる。
概ね以下の4種類に分類されているが、この分類は必ずしも全国共通ではなく、特に大型車と特定大型車の区別がない地域や、これらと中型車を同一とする地域は多い。分類方法が道路交通法と異なる事に注意。東京23区武三地区、京都市域地区など一部では車種別運賃が廃止され「普通車」区分に統合されている。中型車と小型車のみ統一した地域でもその区分名を「普通車」としている場合が多い。
特定大型車
普通自動車及び小型自動車で乗車定員7名以上の車。ワゴン車・ワンボックス車を用いるジャンボタクシーなどはこれに該当する。グランエース、ハイエース（ワゴン10人乗り、コミューター14人乗り コミューターは2ナンバー扱い）、アルファード、ヴェルファイア、エルグランド、エスティマ（7人乗り）など。
大型車
普通自動車（3ナンバー車）で乗車定員6名以下の車。LS、シーマ、フーガ、センチュリー、セルシオ、クラウンマジェスタ、クラウン（ロイヤルシリーズ／アスリート）、マークX、レジェンドなど。エスティマ（8人乗り）、プレサージュやオデッセイなどのミニバン（3列目シートは撤去、実質ステーションワゴンに近似している）もある。
中型車
小型自動車（5ナンバー車）のうち、自動車の長さが4.6メートル以上で乗車定員が6名以下の車。クラウンセダン、クラウンコンフォート、セドリック、NV200バネットなど。2000cc以下の3ナンバー車を含む場合もある。かつて中型タクシーはコラムシフトを備えた前部座席がベンチシートの6人乗り（乗客は5人まで）の車種が主流であったが、現在ではクラウン（セダン、コンフォート共）に定員6名設定のモデルがなく、セドリックも2009年（平成21年）9月の改良でベンチシート仕様が廃止されたことから、現在では中型タクシーのほぼ全てが5人乗り（乗客は4人まで）となっている。小型車との乗車定員の差は事実上なくなり、後部座席の居住性に差がある程度の違いのみとなっている。
小型車
小型自動車（5ナンバー車）のうち、自動車の長さが4.6メートル以下で乗車定員が5名以下の車。コンフォート、クルーなど。キューブやウィングロード、ファンカーゴ、ラクティス、カローラフィールダー、シエンタ、ジャパンタクシー、シャトルなどの小型トールワゴン、および小型ステーションワゴンもある。過去にマークII（ - X80系）やローレル ( - C32) は、小型車の規格に合わせ、張り出しの少ないバンパーを装着し、全長を4.6メートル未満に抑えたタクシー仕様車を販売していた。一方、地域によって中型と大型の区分に若干の差異があったため、マークIIやローレルの6人乗りが中型車扱いとなることもあった。
コンフォート生産中止以降はプレミオやカローラアクシオ、グレイスなどセダン型でもさまざまな車種が採用されている。
乗車定員には乗務員も含まれるため（研修等で助手席に添乗員がいなければ）、実際に乗車できる乗客の数は乗車定員より1名少ない数となる。
地域により中型車の多い地域と、小型車の多い地域、中型車と小型車が半々程度の地域がある。概ね首都圏・近畿圏・中京圏の三大都市圏は中型車が多いが、例外的に京都市や和歌山市では中型車と小型車が半々程度である。北海道・東北・北陸・四国・九州・沖縄では小型車が多い。

#### 料金など
迎車料金
電話やアプリなどで車を呼んだ場合にかかる料金。迎車料金無料の会社もあるが、通常概ね300円から420円程度の迎車料金（事業者によって異なる）がメーター運賃の他に加算されるか、スリップ制といい地域の設定により概ね1km〜2kmの範囲内（おおよそ初乗りの範囲内）で迎車中にメーターが設定された距離まで動き、設定以上の距離を迎車回送した場合もメーターは設定された距離で止まる。実車にした際に止まった位置から加算を開始する。
待料金
配車後、客の都合で待機する場合、概ね10分以後に加算される料金。基本料金から爾後料金が加算される。
迎車料金無料の車両はこちらも無料。
その他
高速道路など有料道路を通った場合、運賃の他に高速料金が加算される。客を降ろした後に営業区域に戻る為、復路の高速料金を求められることもある（概ね実車距離が50kmを超えた場合など）。

#### 支払方法
現金
最も一般的な手段。安全面やサービス向上などの関係から、現金以外の支払方法も増えている。他の決済手段や他の交通機関での現金払いと違い、収受は完全に手で行われる。
チケット（タクシーチケット）、福祉タクシー券、商品券
タクシー会社または無線グループ、お得意先顧客（大口利用する事業体が発行し、タクシー会社または無線グループ側では得意先券と呼ばれる）、クレジットカード会社が発行する。チケットは金額欄を乗客が下車時に記入するもので、着服や不正防止のため、乗務員の記入が禁じられているほか、メーターや決済端末から「チケット」や「未収」といったボタンを押して日報上も現金と区別させている会社もある。広義的には金額があらかじめ設定されたクーポン券や、地方公共団体が発行する金額が決められた福祉タクシー利用券も含まれる。有効期限があるものや、使用金額上限が設定されているものもある。金額が書かれているものの場合、運賃が表示金額以内ならお釣りが発生するが、福祉タクシー券だけの利用にはお釣りは出ない。上限が設定されているものについては、上限金額を超えた分については、現金や他のチケットなどで支払う必要がある。あるいは、チケットによっては複数枚の利用が可能な場合もある。福祉タクシー利用券の場合、地域によっては金券式ではなく後日運賃の何割かを還付する券であることもある。商品券は自治体あるいは商店街連合会等が発行するもので基本的にお釣りは出ない。いずれの場合も券の発行者とタクシー会社あるいは無線グループが契約していないと使えないので、乗車前に確認が必要。有効期限の確認も必須である。
クレジットカード
カードリーダー信用照会端末（まれにインプリンタの場合もある）が搭載された車両は利用限度額（カード側だけでなく、事業者によっては機器側に上限がある場合もある）まで利用できる。電波の通信状態や決済先のメンテナンス時間帯などには利用出来ない場合がある。
デビットカード
銀行口座から直接料金が決済されるもの。カードリーダー端末が搭載されている車両で使用できるが、ほとんど流通していない。クレジットカード同様、電波通信状態により、少々時間がかかったり決済が行えない場合もある。券面に国際ブランドのあるデビッドカードは、クレジット決済で可能。
メンバーカード
タクシー会社または無線グループがお得意様に発行している。クレジットカードと違い、タクシー乗車専用の為、複数台の配車タクシーに、乗車時（メーターを実車にした際）に事前登録しておけば、一枚のカードで複数台の支払いが完了する。サインや暗証番号が必要か不要かはカードの種類による。
電子マネー
車載の端末にPASMO、SuicaやiDなどの電子マネーや電子マネーアプリを搭載した携帯電話をかざすと、支払いが完了する。サイン不要。
QR・バーコード決済
車内に掲示されたバーコードを携帯電話で読み取り、支払い金額を入力し決済する。または顧客の携帯電話でQRコードやバーコードを表示して車載カメラに映す。サイン不要。
配車アプリ決済
配車アプリとクレジットカードを紐付け設定しておくことで、降車時に端末の読み取りや提示、サインを不要とする事例も現れている。

### 運賃改定
営業区域内の7割以上のタクシーが値上げ（値下げ）申請すると、国土交通省はその審議に入る。特に東京地方では、物価安定審議会を開催し、値段の妥当性を審議をする。
東京地区運賃値上げ
東京地区（23区・武蔵野市・三鷹市）においては、2007年（平成19年）12月3日に、初乗り運賃が2kmが660円から710円へ運賃改定が行われた。マスメディア報道では「値上げ」だけが強調されたが、午後11時以降に乗車する利用では、反対に1割値下げとなった。これは深夜割増の適用時間帯・割増率が「午後11時以降3割増し」から「午後10時以降2割増し」になったからである。このときに中型と小型の区分は廃止された。
2014年（平成26年）4月1日には、消費税増税に伴い、初乗り運賃が730円に改訂された。
さらに2017年（平成29年）1月30日に、初乗り運賃の組み替えが行われ、初乗りが1,052mに短縮され、初乗り運賃が410円に改定された。加算幅も従前の280mもしくは105秒で90円から、237mもしくは90秒で80円に変わり、2kmから6km程度であれば据え置きであるが、2km未満であれば値下がり、6km以上の利用では逆に値上がりとなった。
2019年（令和元年）10月1日にさらなる消費税増税により初乗り運賃が420円に改定。加算幅は233mもしくは85秒で80円。
2022年（令和4年）11月14日に消費税増税や運賃組み換えを除けば上記の2007年（平成19年）以来15年ぶりとなる純粋な値上げを実施。初乗り1,096m500円、加算幅は255mもしくは95秒で100円となり、初乗り距離が短いことを除けば2017年（平成29年）の初乗り組み換え以来乖離していた周辺の区域（東京の三多摩各区域や千葉・神奈川・埼玉の隣接各区域、2020年（令和2年）2月1日に初乗り組み換えで概ね約1.2〜1.4kmで500円、加算約260〜300mで100円となっていた）と似た運賃制度に回帰することとなった。
新潟地区における価格カルテル問題
新潟県では、同県内のタクシー事業者25社が、2009年から価格カルテルを結んで運賃を値上げしていたなどと公正取引委員会から認定され、課徴金納付命令と排除措置命令を受けた。

## 乗務員

### 必要な資格など
乗務員（運転手）として、旅客輸送業に従事する旅客車に乗務する為には、第二種運転免許（普通二種、またはその上位免許である中型二種、大型二種免許）が必要である。AT車のみの乗務であれば、AT車限定の普通二種免許で乗務できる。
- 東京武三交通圏の場合、タクシー乗務員になるには、普通自動車第一種運転免許証または、準中型自動車運転免許証を取得後、三年経過した者で雇用先が指定する健康診断を通れば、二種免許養成乗務員として入社することができる。

養成期間中は、日当が支給される。都道府県公安委員会（運転免許試験場）の学科試験・技能試験の合格を経て、二種免許取得後、自動車事故対策機構（NASVA）の適正診断を受ける、二種免許取得後、空車表示灯（スーパーサイン）の裏に立てる乗務員証を取得する為、営業区域の指定する機関で乗務員登録を行う。営業所配属後、1年から2年間の在籍を必要とする拘束期間がある。
東京・大阪等地理試験が必要な地区の場合は各タクシーセンターが行う地理試験に合格し、新任研修を経た者が登録乗務員になれる。
さらに、上述したタクシー事業の多角化に対応するため、入社後、ホームヘルパー、警備員検定、救命講習修了、運行管理者等の資格取得を求められる会社もある。

### 勤務
乗務員は男性が多いが、タクシー乗務員については1999年（平成11年）の労働基準法改正以前から、女性の深夜労働（22時 - 翌5時）が認められており、乗務員が働く女性の場合も少なからずいる。しかし、一般的には昼日勤者が多い。乗務員は、一般に正社員（期限の定めの無い雇用契約）が多く、隔日勤務の場合、月に11乗務から13乗務。隔日勤務の場合、一回の乗務を2日分の労働と計算するので、1か月に22日から26日相当の勤務をすることになる。昼日勤（朝から夕方まで）、夜日勤（夜から朝まで）、最大12時間までを毎日乗務する勤務体系もあるが、この場合、1か月に22回から26回の乗務をすることも可能。正社員にこの勤務体制が多い。
運転手の大半が高齢者であることも特徴と言える。2023年（令和5年）には過半数が60歳以上で、40歳未満は10%に満たなかった。自身が高齢になりバスの運転が不安となり、大型2種免許には「上位互換」があるので普通2種免許を改めて取得する必要はなく（上位免許の所持者は取得できない）その制度を活用してタクシーの運転手に転職する人もいる。
定時制乗務員（契約社員・嘱託）は、正社員ではなく、月に隔日勤ベースで8乗務まで（昼・夜日勤の場合、16乗務まで一勤務最大12時間以内まで）。主に、高齢者や兼業者がこういった勤務をする場合が多い。
毎月の給与は月間売り上げに対して、固定給制と歩合給制と混合型と存在する。従って歩合給制の場合、稼働日数が多いときや売上が多いときは給与が増えることもあるが、売り上げが少ない時は給与が下がる。一定額の運送収入に達しない場合、売り上げに対する歩合率が下がる。（一般的に「足切り」と呼ばれる）。賞与は毎月の給与の中から歩合率の一定額を控除し、年間数回に分けて賞与の形で支給される。売上が規定稼働額に達しない場合は支給されないこともある。歩合率は1日の営業運賃収入に対して賃率が決まる場合や月間運賃収入に対して決まる場合もある。売り上げの40%から60%程度、各社各種条件により変動する。
近年の規制緩和によりタクシー台数が急増し、一部地域では過当競争が発生し、乗務員の労働環境を低下させている見方がある。乗務員の平均年収は全労働者の地域別最低賃金の平均年収を大きく下回っている地域もある。最低賃金格差社会問題の一端が表れていると、マスメディアでこのことが取り上げられることもしばしばある。
タクシー運転手の求人広告は、主にスポーツ新聞や夕刊紙、公共職業安定所（ハローワーク）で行われることが多い。一般紙や一般の求人情報誌、求人ウェブサイト（リクルート社のリクナビなど）にタクシー運転手の求人広告が載ることは少ないが、大都市近郊では吊り広告など電車内の広告（特に私鉄系のタクシー会社）やラジオCM等で求人を募集している会社がある。

## 運送引受の拒絶・旅客の禁止行為
道路運送法第13条の定めるところにより、運送事業者は次の場合を除いては、運送の引受を拒絶してはならない。
- (1) 当該運送の申込みが認可を受けた運送約款によらないものであるとき。
  - 一般乗用旅客自動車運送事業標準運送約款
  - 「運送の引受け及び継続の拒絶」（第4条）
    - 旅客は運転者その他の係員が運送の安全確保のために行う職務上の指示に従わなければならない。
    - 運送に関し、申込者（旅客）から特別な負担を求められたとき
    - 運送が法令の規定又は公の秩序若しくは善良の風俗に反するものであるとき
    - 天災その他やむを得ない事由による運送上の支障があるとき
    - 旅客が乗務員の旅客自動車運送事業運輸規則の規定に基づいて行う措置に従わないとき
    - 旅客が旅客自動車運送事業運輸規則の規定により持込みを禁止された物品を携帯しているとき
    - 旅客が行先を明瞭に告げられないほど又は人の助けなくしては歩行が困難ほど泥酔しているとき
    - 旅客が車内を汚染するおそれがある不潔な服装をしているとき
    - 旅客が付添人を伴わない重病者であるとき
    - 旅客が感染症の予防及び感染症の患者に対する医療に関する法律による一類感染症、二類感染症若しくは指定感染症（入院を必要とするものに限る。）の患者（これらの患者とみなされた者を含む。）又は新感染症の所見のある者であるとき
    - 禁煙車両（禁煙車である旨を表示した車両）内では、旅客は喫煙を禁止する。
    - 旅客が禁煙車両内で喫煙し、又は喫煙しようとしている場合、運転者は喫煙を中止するよう求めることができ、旅客がこの求めに応じない場合には、運送の引受または継続を拒絶できる。
- (2) 運送に関する設備のないとき
- (6) 国土交通省令の定める正当な事由のあるとき
- （イ）火薬類その他の危険物を携帯している者
- （カ）食事若しくは休憩のため運送の引受をすることのできない場合又は乗務の終了などのため車庫若しくは営業所に回送しようとして回送板を掲出しているとき
- 運送事業者は、発地及び着地のいずれもがその営業区域外に存する旅客の運送をしてはならない。

### 車内への持込禁止品
1. 火薬類（ただし50発以内の実包及び空包であって弾帯又薬盒に挿入してあるものを除く。）。
2. 100グラムを越える玩具用煙火（花火）
3. 揮発油、灯油、軽油、アルコール、二硫化炭素その他の引火性液体（喫煙用ライター及び懐炉（カイロ）に利用している物を除く。）
4. 100グラムを越えるフイルムその他のセルロイド類
5. 黄燐、カーバイド、金属ナトリウムその他の発火性物質及びマグネシウム粉、過酸化水素、過酸化ソーダその他の爆発性物質
6. 放射性物質（放射性同位元素、核燃料物質）
7. 苛性ソーダ、硝酸、硫酸、塩酸その他の腐食性物質
8. 高圧ガス（ただし、消火器内に封入した炭酸ガス及び医薬用酸素器に封入した酸素ガスを除く。）。
9. クロルピクリン、メチルクロライド、液体青酸、クロロホルム、ホルマリンその他の有毒ガスを発する恐れのある物質
10. 500グラムを越える量のマッチ
11. 電池（乾電池を除く。）
12. 死体
13. 動物（身体障害者補助犬、またはそれと同等の能力があると認められた犬や愛玩用の小動物を除く。会社によってはケージに入れることを条件にペットの同乗も許可される。）

### 防犯
乗務員の安全のため、運転席と後部座席の間に透明な樹脂製の防犯板や、車内を撮影する監視カメラ（ドライブレコーダー）の設置が進んでいる。だが、防犯板は大阪府のタクシー運転手などから、接客面のサービス低下を理由に否定的な意見もあり、監視カメラは、運転手への暴力や無賃乗車などのトラブルが起きた場合には証拠になるが、プライバシーの問題があり、普及していくには記録した映像と音声の管理体制を整えることが求められている。防犯板に否定的な事業者を中心に煙幕発生装置を設置している場合もある。ただし、新型コロナウイルス感染症（COVID-19）の感染拡大対策としてビニールカーテンを設置したところ、乗務員と乗客の意思疎通に支障きたす事例が増えたことから、新しい生活様式に対応した乗務員の後方だけでなく側面まで覆うタイプの新型防犯板が開発され、都市部を中心に広がりを見せている。
人相や風体が不審な乗客を乗せた運転手が身の危険を感じた場合は、警察への通報や無線局に対する非常信号、同僚のタクシーに知らせる為の暗号を送信する場合もある。
実空車表示機にてSOS、社名表示灯の点滅にて社内で非常事態が起きていることが知らせられる。

## 運行形態

### 空港送迎タクシー
自宅或いは用務地と空港の間を輸送する形態。
地域によっては「空港定額」と呼ばれる制度が存在する。例として東京都区部と武蔵野市・三鷹市（特別区・武三交通圏と呼ばれる）においては、乗車地または降車地が営業区域内で、23区ならびに三鷹市・武蔵野市から、成田国際空港や東京国際空港（羽田空港）間の往路または帰路の送迎を依頼する場合、タクシー各社の配車室に乗車の1時間前（空港着）または2時間前（空港発）までに、電話などで事前予約をすることによって、区や市ごとに定められている「エリア定額運賃」での送迎をおこなう事業者がある（空港着のみ扱う事業者と、空港発も扱う事業者が存在する）。この制度を利用する場合は、タクシーメーター表示料金額が既定の金額を超えても定額運賃が適用される。ただし、事前予約制、首都高速道路を必ず利用する、乗車地と降車地は原則として各一箇所などの条件があり、乗車中の高速料金は利用者の負担となるほか、迎車料金のほかに予約料金が加算される。本交通圏の車両は羽田空港の空港構内発の運行に限り、迎車・予約なしで定額運賃を適用できる。そのため、この場合は迎車・予約の料金は加算されない。この「定額運賃制度」は空港以外への行き先で設定されている場合もあり、首都圏で東京ディズニーリゾートまで定額運賃を設定する地域が存在する。
一方、南関東、愛知県（名古屋市とその周辺部）、京阪神、中国・四国地方では、「空港タクシー」と称した乗合タクシーサービスをおこなっている。運行形態上は以下の2つに分けられる。
- 自宅から特定の集合場所までは普通のタクシーで行き、そこで大型のタクシーに乗り換え、他の客と一緒に空港に行くパターン。
- 大型タクシーが各利用者のもとを巡回して集客後、直接空港に向かうパターン。中型車もしくは小型車にて自宅より直接（もしくは遠回りしない距離の立ち寄り先を絡めて）空港に向かうパターンもある。

運賃は単独で（個別に手配して）空港に向かうよりも安価に設定され、多くはサービス提供地域のどこから乗っても定額で利用できるような設定がなされている。
いずれの類型も、24時間運用の空港を、深夜から早朝にかけて発着する場合、鉄道や連絡バスなどの公共交通機関が運行されておらず、旅客の需要がある。
なお、航空会社などの空港関係者が、電車・バスの運行時間外の出勤や退勤、または自宅や宿泊先と空港の間の送迎をおこなうタクシー会社があるが、こちらは予約配車である。

### 介護・福祉タクシー
タクシーの利点に「旅客をドア・ツー・ドアで輸送できる」ことがある。1976年、熊本県自動車交通労働組合が春闘の一環として、重度障碍者等の運賃を2割引にし、乗務員が車椅子の折り畳みなどを援助する福祉タクシーの導入を提唱。会社側も導入に同意した記録が残る。その後は、身体障害者や高齢者など、移動に大きな制約を伴う人々を対象にするタクシー事業者が増加した。中には、運転手にホームヘルパー（2級以上のヘルパーは乗降介護が出来る）、救命講習などの公的資格を取得させている事業者もある。車椅子を積載できるタクシーには8ナンバーの特種用途自動車の登録となっているものもある。
本業がタクシーではない介護事業者（特に訪問介護・居宅介護事業者）が、介護サービスの利用者を病院などへ移送することを目的に、一般乗用旅客自動車運送事業（患者等輸送限定）種別の許可を受けることも多くなってきている（「介護タクシー」）。このうち、介護保険や支援費制度を適用しない場合をケア輸送サービス、適用する場合（通院等乗降介助）を介護輸送サービスといい、運賃の収受方法に差がある。

### 自家用有償旅客運送のタクシー
道路運送法第78条による自家用有償旅客運送として（詳細は自家用有償旅客運送参照）、陸運局の認可を受けた白ナンバー車両でタクシー事業を行うことができる。上述の介護・福祉輸送でこの形態をとるものがある。
NPOタクシーも参照。

### 地域防犯・防災の役割を担うタクシー
タクシーには「24時間365日、地域内のあらゆる場所を走行し、無線により連絡手段を確保している」特性がある。この特性を活かして、非常時には警察無線とも連携を取り合う体制を築いている地域もある（犯人が犯行後タクシーを使用して逃走した疑いがある場合は暗号による一斉手配が無線で流れる。）。最近ではコンビニエンスストア等と提携してその敷地の駐車場に止めて旅客、無線待ちをしつつ、店舗の防犯を兼ねている地域もある。東京都では子供の安全の確保を目的として「タクシーこども110番」制度を警視庁や業界団体と共同で展開している。災害の被災現場の生の状況を都の災害対策本部やマスメディアに提供する「防災レポート車」の制度を都の地域防災計画として組み込んでいる。

### 運転代行業
タクシー事業者が運転代行業を兼業する例は古くから地方で数多く存在するが、タクシー事業の多角化に加えて、2004年（平成16年）の法改正によりタクシー同様普通二種・中型二種・大型二種運転免許のいずれか（中型二種は2007年から施行）を取得した者でなければ代行運転に従事できなくなった（法律自体は2002年に施行されたが、二種免許義務化は2年間の猶予期間が設けられていた）ため、運転代行業に参入するタクシー事業者がさらに急増している。

### 荷物の運搬
人ではなく、コンピュータなどの保守用部品、データメディアなど、近距離の小物の輸送を引き受けているタクシー事業者もある。バイク便、あるいは赤帽などと似た使い方であるが、タクシーは旅客運送業であり、貨物だけの輸送は認められていない。貨物だけを輸送する場合、基本的には事業者が有償貨物運送許可を取得する必要があり、荷物等の輸送を引き受けるにあたりこの許可を取得している事業者が後述の特例措置に伴う出前等に参入する例もある。
以上のほかにも、日用品の買い物代行や、子供の幼稚園や小学校への送迎など、様々な種類のユニークな事業があり、最近では同じタクシー事業といえども地域や事業者により、多角化の方向を示しているといえる。
貨物の運送は条件付きで規制緩和が進み、2017年（平成29年）11月1日には、旭川中央ハイヤー（北海道旭川市）と佐川急便が共同で、乗り合いタクシーを利用して戸別配送も行う貨客混載の事業を開始した。
2019年コロナウイルス感染症による特例措置として物資の配送が認められ、特例期間中限定ではあるものの出前に参入する事業者もある。大手等のグループや無線協同組合単位で参入する場合は提携事業者や加盟事業者も必要な認可を得る必要がある。

### 新たな形態

#### NPOタクシー
浜松市天竜区佐久間地区は、タクシー会社の事業所が遠隔地にあり、融通の利く往来に不便をきたしていた。そこで、地域のNPO法人「がんばらまいか佐久間」は、2007年8月に過疎地での有償輸送を目的にNPOタクシーを開始した。以降、過疎地域においてNPO等によるタクシーの自主運行が増加している。

#### ライドシェア事業
Uberや滴滴出行などのライドシェア事業が世界的に拡大している一方、日本では自家用車を使った客を有償で運ぶ行為は「白タク」として違法とされる。これに対し、孫正義は「既存の業者保護のための出遅れた規制だ」と批判した。
一方で国交省では「自家用車を使って有料で送迎したとしても、支払いが『好意に対する任意の謝礼』である場合は、許可や登録は必要ない」見解を表明しており、料金を設定せず支払額は乗客が決めるライドシェア事業を展開する会社が登場している。
また、2024年には、タクシーの不足する地域・時間帯に限定する形で、タクシー会社が主導となって一般の自動車・二種免許を持たない運転者を使って有償輸送を行う自家用車活用事業（日本版ライドシェア）が開始されている。

## 車両

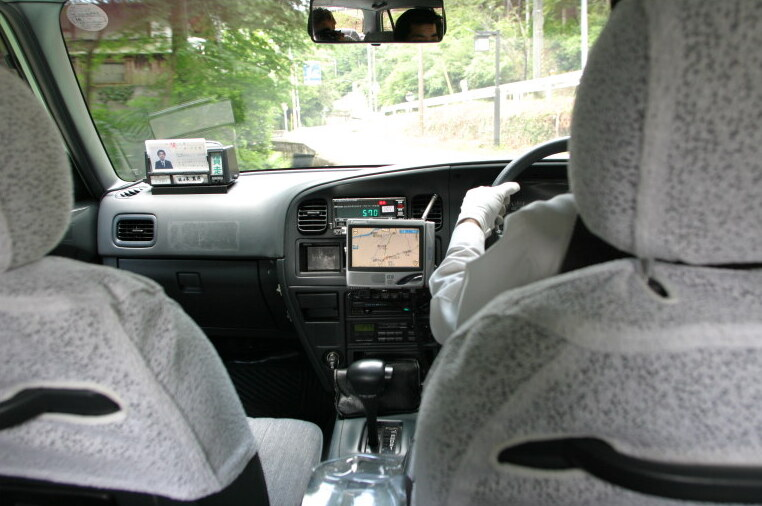
日産・クルー（車内）
中央に料金メーターとカーナビ、左側のダッシュボード上に乗務員証

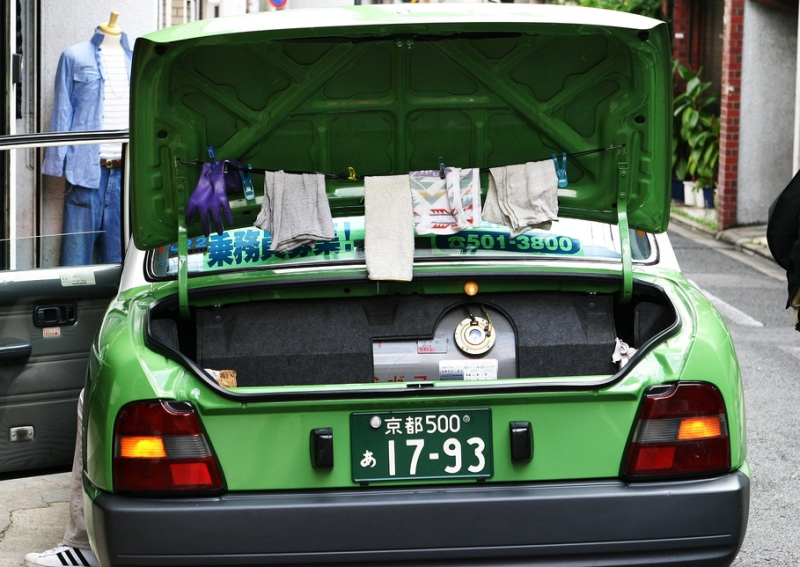
タクシーのトランクルーム。
LPGタンクがあることが分かる

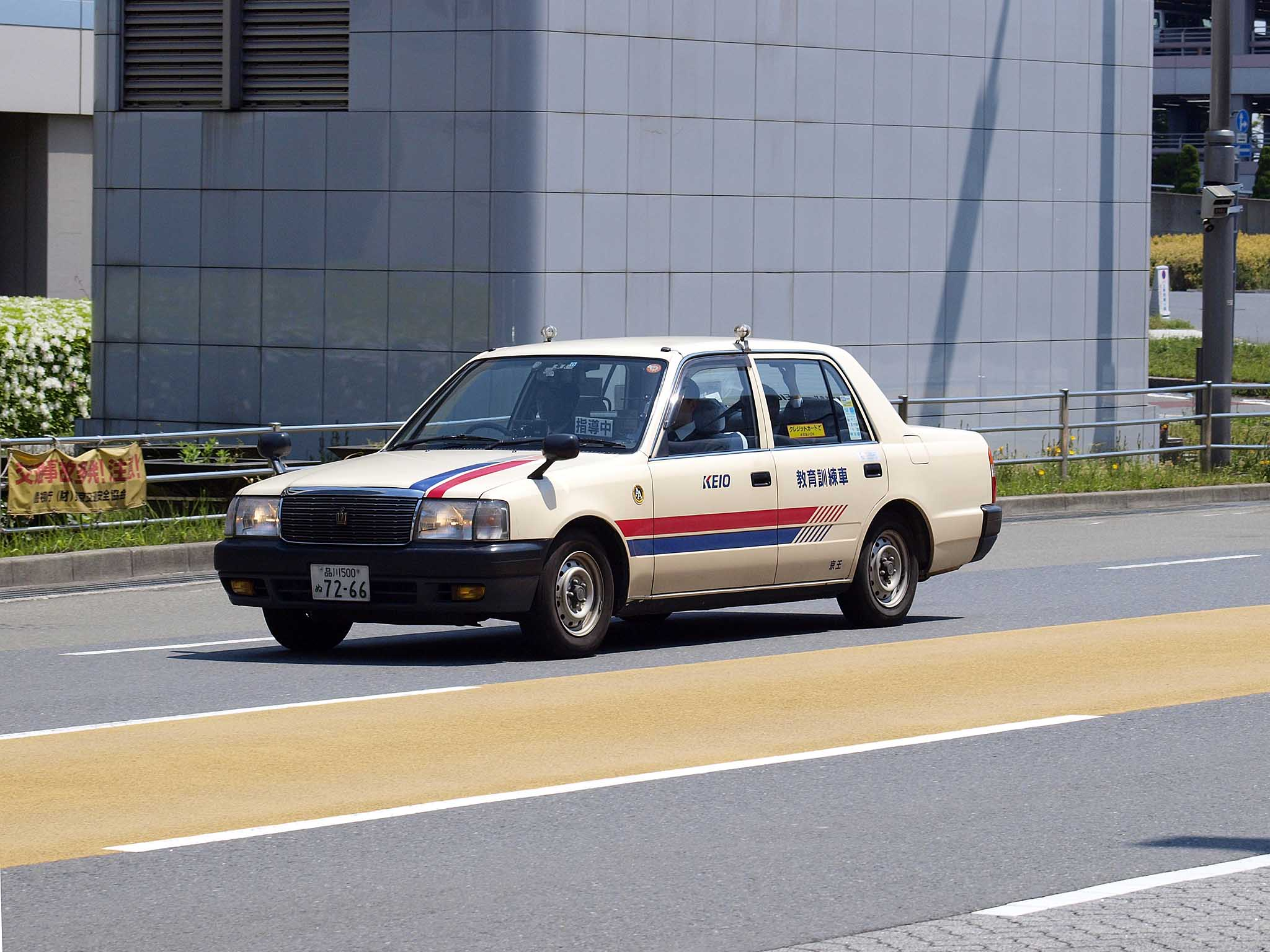
経年車を社内教習車に転用する例
（京王自動車）

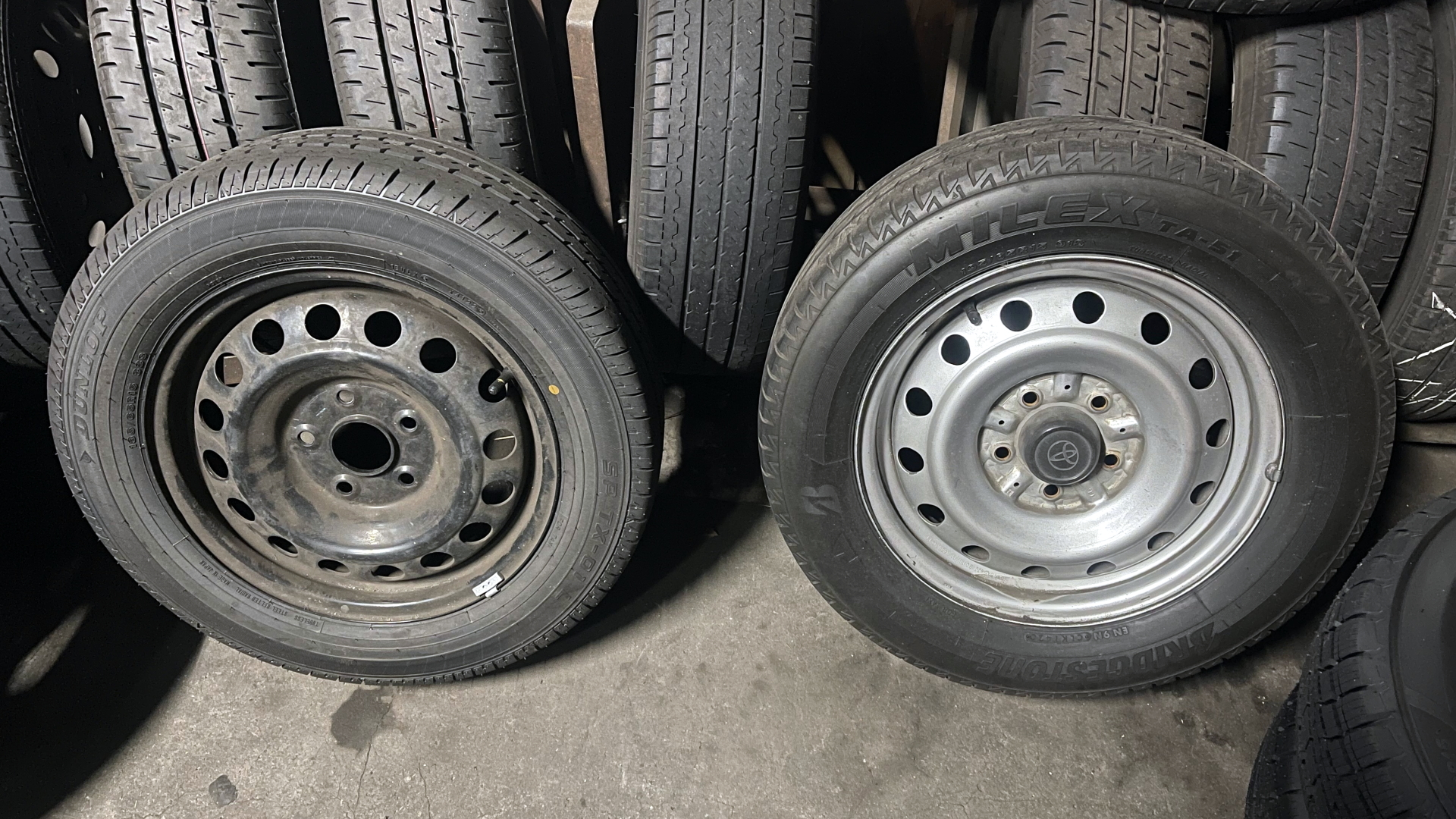
タクシーラジアルの例
左はジャパンタクシー用、右はクラウンコンフォート用

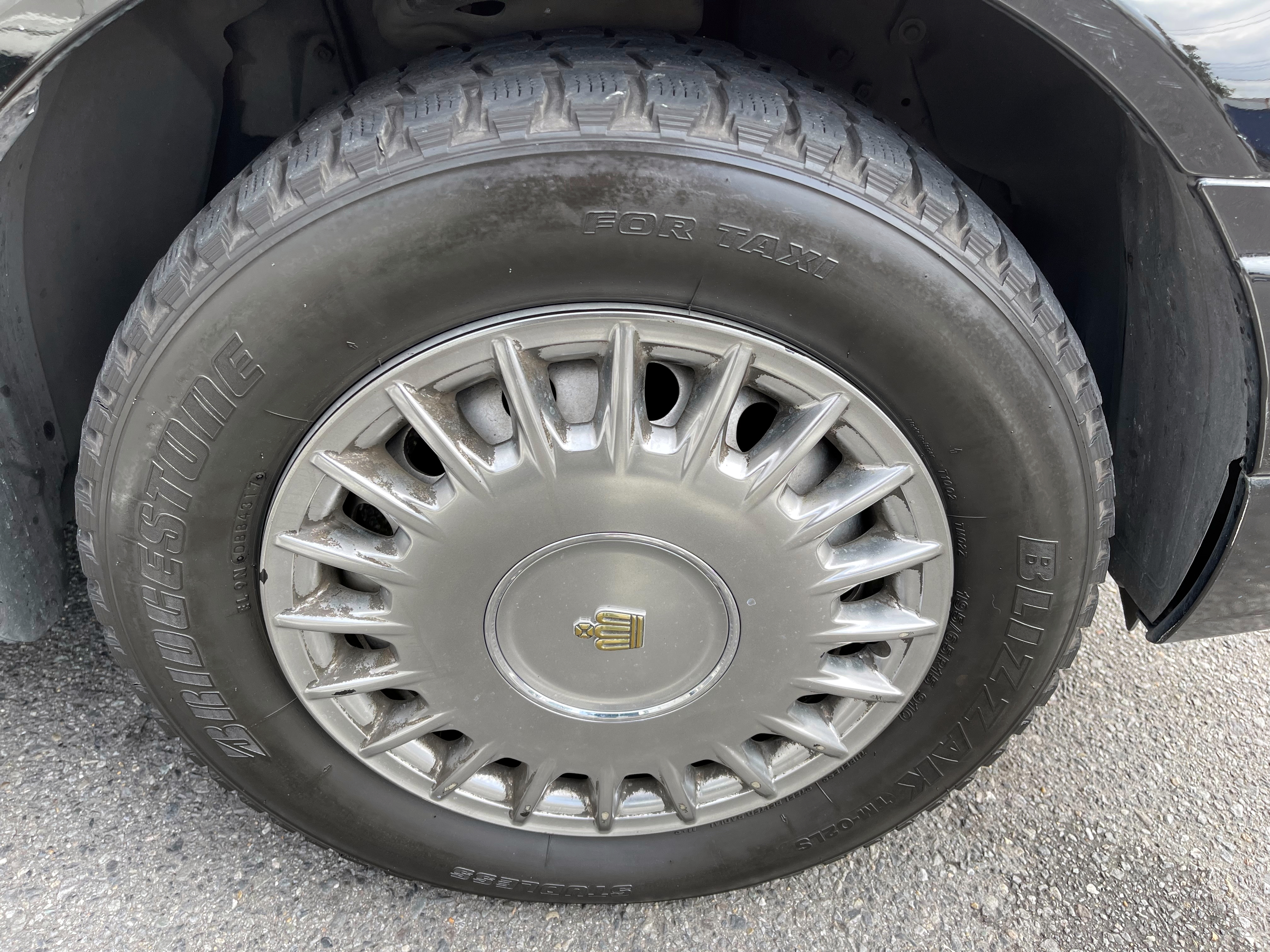
タクシー用スタッドレスタイヤの例
（ブリヂストン・ブリザックTM-02LS）

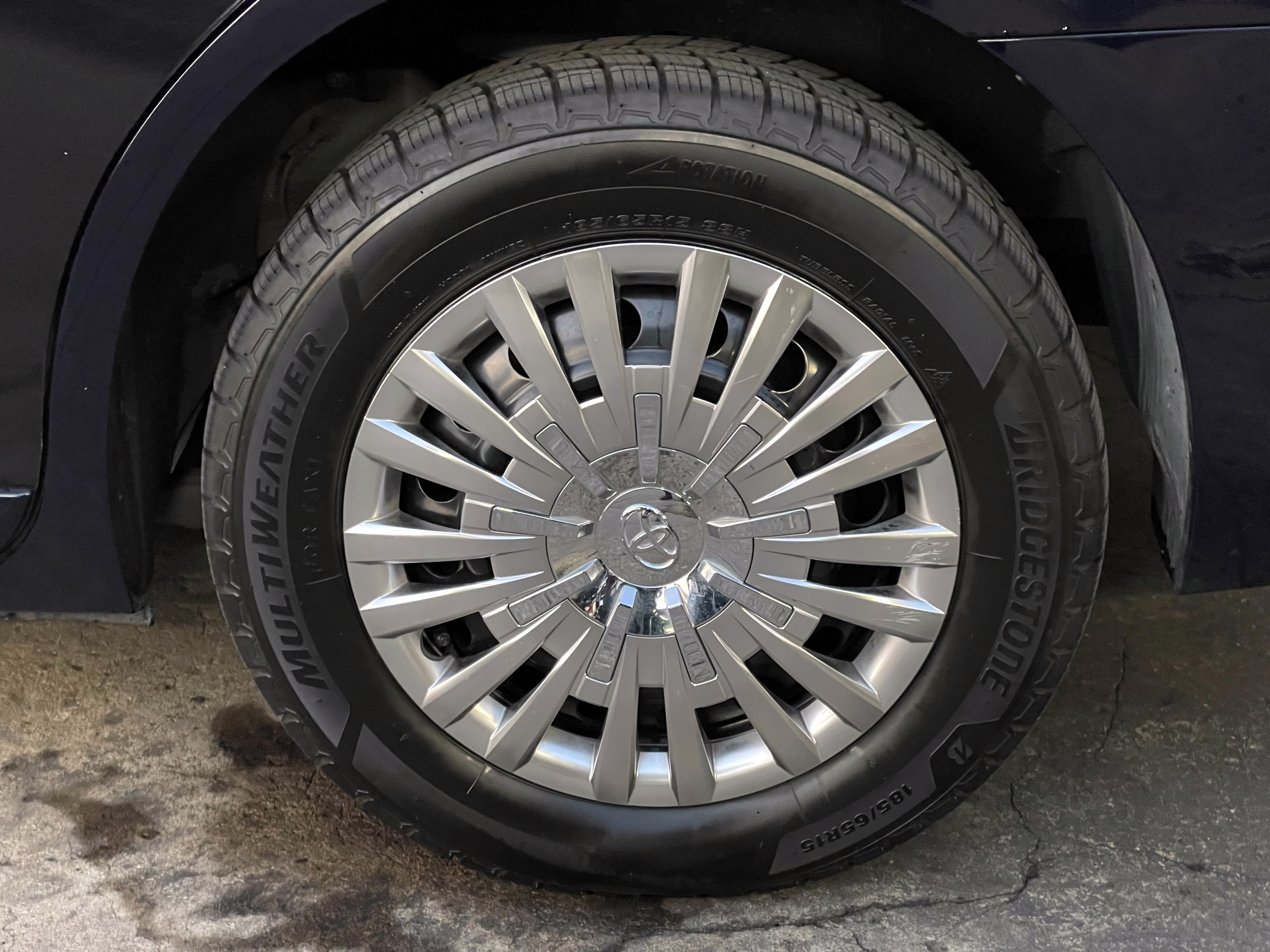
タクシー用オールシーズンタイヤの例
（ブリヂストン・マルチウェザー・フォー・タクシー）

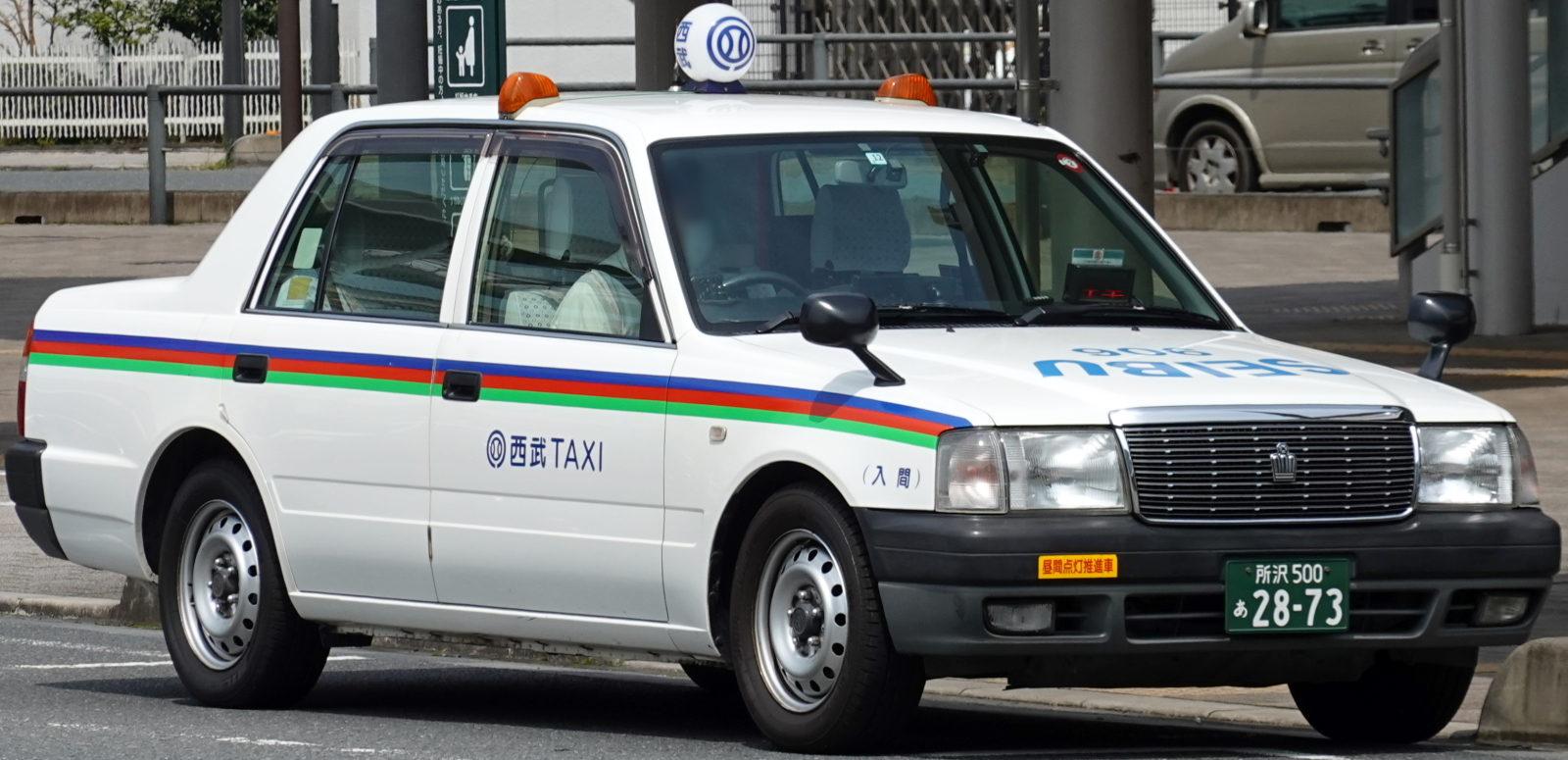
車両屋根の左右両脇に設置された「ルーフウインカー」

1990年代以降、タクシー向けの排気量2リッター級セダンであるトヨタ自動車のクラウンコンフォート、クラウンセダン、コンフォート、日産自動車のクルー、セドリック営業車が主に使用されているが、日産では2010年にミニバンのNV200のタクシー仕様車を発売してクルーを2009年6月に、セドリック営業車を2014年12月1日にそれぞれ生産終了し、トヨタは2017年にトールワゴンのジャパンタクシーを発売して同年内にクラウンコンフォート・コンフォート・クラウンセダンを生産終了したため、小型・中型タクシー向けセダンがすべて生産・販売終了となった。NV200のタクシー仕様車も2021年3月で生産を終了したため、以降はジャパンタクシーの1車種のみがタクシー専用車として販売されている。
タクシー専用車は法人需要を考慮して、低コストでの販売のために内装装備を簡素かつ凡庸なものにしているため、他社との差別化のためあえて高価な上位グレードであるクラウンセダンやセドリックのクラシックSVなどのハイグレードタクシーを選択する会社もある。
タクシー専用車以外に、市販のセダンやステーションワゴン、ミニバンを改造したタクシーもある。以前は1.5 - 2リッター級FR方式の市販車をベースに若干の設計変更を施した車両を使っていたが、現在ではそのクラスの市販車がFRからFFに切り替えられ、タクシーとしての快適性の追求と合わせて、1990年代にトヨタ・日産がFR駆動のタクシー専用車を開発した。
軽自動車は安全性、耐久性の問題があり介護用以外で使用されることはなかったが、2009年6月より電気軽自動車が認められる。
1980年代までのタクシー車両は、燃費の関係上、AT（オートマチックトランスミッション）車よりも、MT（マニュアルトランスミッション）車が多く用いられていたが、現在では、AT車の改良により燃費も改善されMT車との格差が少なくなってきたことと、ベース車自体がMT車の設定がなくなりAT車のみになりつつあったことと、乗務員の疲労低減および求人における裾野拡大のため、タクシー専用車はATのみの設定となっている。特に2000年代後半以降、後述のハイブリッド車が普及するまでは車格の関係もありATの中でもトルクコンバータ式が主流だったが、ハイブリッド車の普及により広義のATであるCVT（無段変速機）車（特に、電力・機械併用式無段階変速機）への移行が進んでいる。
後部座席に旅客を乗せて営業するためそれ相応の安全性・乗降のスムーズさが求められることから、車両が国土交通省の道路運送車両の保安基準（以下、保安基準と略）に適合していなければ運用できないことになっている。例えば、後部座席には必ずヘッドレストが設けられており（価格の安い自家用車には設けられていない場合が多い）、他にも前後の間隔やドアの開口部についても、基準以上の数値を満たすことが義務付けられている。
地球温暖化に対する意識の高まりを受けてハイブリッド車 (HV)、プラグインハイブリッド車 (PHV)、電気自動車 (EV)、燃料電池自動車 (FCV) を導入する事業者も見られる 。ハイブリッド車ではトヨタ自動車のプリウスが多く採用されている。しかし、2代目以降のプリウスは空気抵抗軽減重視ボディのため、クラウンコンフォートやクルーに比べて後席の頭上空間やトランクスペースの余裕が少ない。それらの弱点を回避するため、近年は同じプリウスでもワゴンタイプのプリウスαを採用するケースが増えつつある。同じハイブリッド車である本田技研工業のインサイトはドア開口部の幅が道路運送車両法に基づくタクシー車両の保安基準を満たさないため使用できなかったが、2011年4月以降は使用可能となる。平成27年6月12日、タクシー車両の基準緩和が国土交通省より発表された。
電気自動車は三菱自動車工業のi-MiEVや日産自動車のリーフを、プラグインハイブリッド車はプリウスPHVを、燃料電池自動車はトヨタ自動車のMIRAIや本田技研工業のクラリティ フューエル セルを導入する事業者がある。
一方で、積雪地ではFR車は走行しにくいため、アリオン等のFF車をベースにしたタクシーもまれに見られる（かつてはマツダのカペラや三菱自動車のギャランΣにFF・LPGのタクシー専用車が設定されていた）。4WD車は燃費が悪いため、導入している会社は積雪地でも少ない。前述のハイブリッド車等の普及により積雪地以外含めFF車へシフトしつつある。
燃料としては、税金の関係でLPG（オートガス）を使用する車両が多いが、LPG仕様がメーカーで設定されている車種はわずか2車種に限られているので、ガソリンエンジンやハイブリッドカーをLPGに改造するケースも個人タクシーや大都市圏のハイヤー、地方の小型タクシーやジャンボタクシーで見られる。2011年に登場したマツダ・アクセラLPGを小型タクシーに採用する動きもあるが、一方で、トヨタがクラウンコンフォート系のLPG車を2016年頃をメドに廃止するとの新聞報道もあったが、その後2017年5月25日を以てクラウンコンフォート系自体が販売終了した。2015年10月26日付けのトヨタの発表によると、2017年に販売を開始したジャパンタクシーにはLPGハイブリッドシステムが新開発され搭載されている 。
LPGスタンドの設置がない地域や、タクシー事業者がガソリンスタンドも経営している場合などでは、ガソリンエンジンやディーゼルエンジンの車両を使用しているところもある。24時間営業のLPGスタンドの数が少ないため、閉店間際は混雑しやすい。これを避けるべく、ガソリンエンジンやディーゼルエンジンを使用する個人タクシーも多い。
LPGを充填する場合に法人タクシーの場合は車載されたカードを使って充填するが、基本的には各事業者あるいは所属する無線協同組合等と契約のあるスタンドでの充填となる（ガソリンや軽油と違い、元売りの看板が同じだからといって共用できるわけではない）。法人タクシーでもガソリン車やディーゼル車の場合で掛売カードの場合は給油可能箇所は掛売カードの条件による。
法人タクシーの多くはフェンダーミラーである。近年はセドリックも含めてフェンダーミラーの設定のない車種が多い。理由として、視認時の視線移動が少量で済むこと、ドアミラーと比較して車幅が狭くなるため、狭い路地に出入りし易いなどが挙げられる。ドアミラーでは左のミラーを視認する際に運転手が客の方を向いていると誤解される場合があり、それを避ける意図もある。2010年代以降もフェンダーミラーに根強い需要があり、汎用商用バンのタクシー仕様である日産のNV200とは異なり、純然たるタクシー専用車種であるトヨタのジャパンタクシーは原型となったシエンタと異なりフェンダーミラーを採用した。
タクシーは、停止や方向転換、乗客の乗降車などでのウインカーやハザードランプの点灯を周囲に認知させる必要性が高い。東京や仙台市など、地域によっては屋根の上、社名表示灯両脇への補助ウインカー「ルーフウインカー」の装備が標準化されている（義務化ではないため、装着していない事業者も存在する）。ただし、標準化されている地域でも義務ではないため、例としてハイグレードタクシーに分類される車両である場合やミニバン等車高が高い車両である場合は装着されないことが多い。
ミニバンを使用する場合、保安基準で3列目シート乗客の避難を容易にする目的で、2列目のシートはキャプテンシートの車が多く使われている。2列目がベンチシートの車を使う場合、3列目シートを撤去し5人乗りとして用いる場合が多い。ベース車両に2列シート車と3列シート車の設定がある場合は前者が採用されることが殆どである。
タクシー専用車種向けにタイヤメーカーはタクシーラジアルと呼ばれるタクシー用タイヤを製造している（ブリヂストン：MILEX（マイレックス）シリーズ、住友ゴム工業：SP TX-01（ダンロップブランド）・TAXI-MILER（タクシー マイラー）シリーズ（グッドイヤーブランド）、横浜ゴム：TAXI TOURING（タクシー・ツーリング）シリーズ、TOYO TIRE：LIZA（ライザ）シリーズ、J60等）。タクシーとして用いられる車両の走行距離に対応するため耐摩耗性が高められているが、反面グリップ性能（特にウェットグリップ）は一般タイヤには劣る。タクシー用スタッドレスタイヤも存在するが、降雪地帯でなければ駆動輪のみに装着されることが多い。タクシー専用車種でない場合でもサイズが合えばタクシー用タイヤを装着させている事業者もある。降雪地帯でない場合で冬期とそれ以外で履き替える手間やタイヤの保管スペースの消費をなくしたり、履き替えによるタイヤとホイールのセットの収納スペースを削減するためにオールシーズンタイヤを通年利用する事業者もあり、2020年代に入ってタクシー向けニーズの増加からブリヂストンや住友ゴム工業（ダンロップブランド）、横浜ゴム、TOYO TIREからはタクシー用オールシーズンタイヤも発売されている。
かつてはタイヤは仕様上の関係で、スペアタイヤ（応急用タイヤも可）は常備しなければならなかった。パンク修理キットが標準装備の車種の場合、オプション設定のスペアタイヤを選択するか、標準のタイヤと同等品のものを積載する必要があった。
このほか、タクシーの塗装をしておりタクシー会社の名前が入っているが白ナンバーを装着している車両がある。これは営業用としては引退した車両を社内教習用や業務用車両として使用しているものである。タクシー会社が運転代行業を兼業している場合、随伴車として使用するケースもある。この車両はメーターなどの装備品の基本操作の教習を目的に使用され、当然ながら本物の客を乗せることはできない。こちらの車両での教習の後、本物のタクシー車両で教官役の上司と本物の客を乗せて実務教習を行う。どちらかの教習を省略する会社もある。変わった例としては、広島県に拠点を構えるつばめ交通では営業中の自社タクシーの監視用車両が存在する。メーター等も撤去し複数の営業所間の職員の移動用や新人が走って道を覚えるといった用途に用いられる車両もある。
車体のカラーは緑（東京無線など）や朱色（チェッカーキャブなど）、黄色（東京四社など）、水色、白といった明るい色を使うところが首都圏を中心に多いが、逆に京阪神、北関東、北陸、四国のタクシーには少なく、黒や紺の割合が多い。

### 車内装備
- タクシーメーター
  - 料金を表示するメーター。実空車表示器と連動している。深夜料金適用時間になると自動的に深夜料金に切り替わり、適用時間が終わると通常料金に戻る。これに対し割引料金はメーター本体では計算できず、備え付けのボタンを押したり、外部ユニットとカードリーダー端末を設置して計算する場合がある。個人タクシーにおいて、タクシー用車両を自家用車として使う場合は、「自家使用」と書かれたフードを表示機の上から被せる。メーターは計量法により1年毎の検査（正確には有効期限が1年間の検定）を受検することが義務付けられている。メーター内部を調整するなどの不正を防ぐため、メーターは鉛の封印（検定証印）が施される。領収書を発行するプリンタと連動しており、支払い操作を行うと領収書が印字される。1980年代頃までのものは、長さ20センチメートル程度で、先端に直径10センチメートル程度の「空車」文字入り円板がついたレバーを回してモードを切り替えていたが、実空車表示器と連動した電子式に切り替えられた。
  - 注 : 昭和初期に「タキシー」と表現した時期があり、計量法に基づく解説書で「タキシーメーター」の表記が見られる。

- 実空車表示器
  - スーパーサイン、ウインドウサイン、タリフなどと称する。車両の状態を表す。かつては、タクシーメーターのレバーが上部にあれば空車と判断できたが、電子式に切り替えられたために登場。初めて設置された頃は「空車」と「回送」しか表示しない物しかなかったが、「回送」では判りにくいので「迎車」や「予約車」、更に最近では「賃走」「支払」「割増」「高速」「無線予約」「貸切」などが表示される物もある。以前は電照式や幕式が多かったが、最近はLED表示タイプの物が多く、緊急時に社名表示灯と連動して「SOS」や「助けて」と表示されるものもある。3色表示タイプの場合は「空車」が赤、「割増」が緑でそれ以外の表示は橙で表示され、フルカラーの場合は文字色か背景色が幕式に準じたものになっていることが多い。地域や事業者によってはダッシュボード置きからフロントウィンドウ上辺付近に吊り下げたり[注 19]、リアウィンドウにも設置して後方から空車実車が認識できるものもある[注 20]。
- カードリーダー
  - クレジットカードの支払いに対応する機械。後部左側窓ガラスに使用可能なカード会社のステッカーが貼られているので、客は乗る前に確認が必要。搭載されていない車では当然カード払いができない。デビットカードが使用できるものもあり、電波が届きデータの通信が可能であれば使用できる。手数料は乗務員が負担する会社があるなど問題も多い。支払い手段別のキーやテンキーがついているものもあり、領収書印刷専用のプリンターと連動する。ここ数年では交通系ICカードやおサイフケータイに対応する、非接触ICカードリーダーを搭載している車両も増えている。広告を流すための液晶ディスプレイに併設されている機種や、そうでなくとも液晶画面上で行われる電子決済とも連携可能な機種もある。

- 速度記録計（タコグラフ）

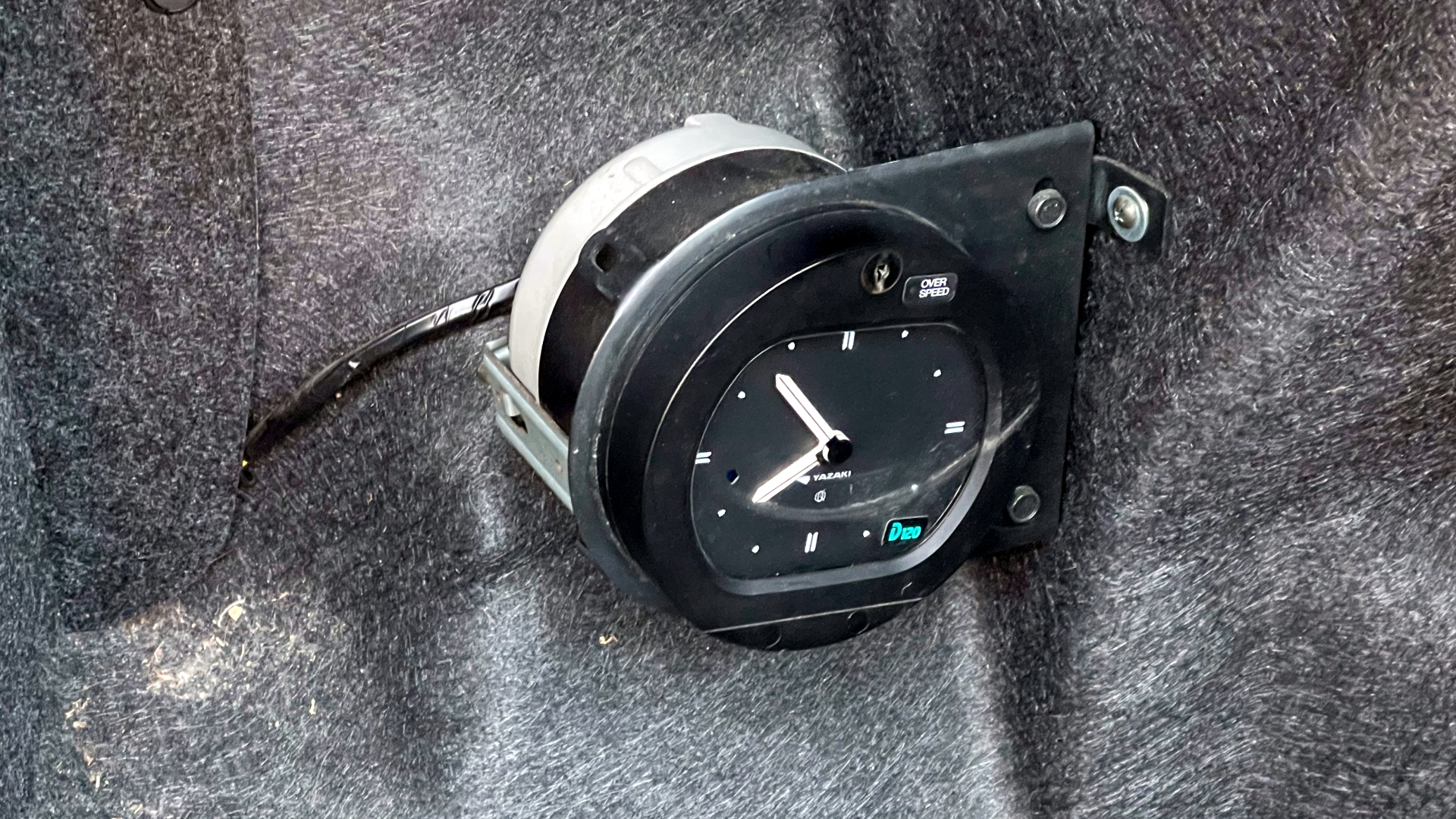
メーターパネル内にタコグラフ用のスペースがないため、トランク内に設置された速度記録計（タコグラフ）。

  - 法令によって速度記録計の設置が義務付けられている営業区域では、円盤状の紙に速度・時間・距離が記録されるタコグラフが装着されている。
  - 形状はメーターパネルに埋め込まれた錠前付きの大きなアナログ時計（バスやトラックと違い、メーターパネルの構造上速度計にタコグラフを内蔵できない。車種によってはトランク内、ボンネット内、コンソールボックス内）。最近はデジタルタコグラフを用いる事業者もある。
  - 最近ではメーターパネル内にタコグラフ用のスペースのない車両が増えたことから、タクシーメーター一体型のデジタルタコグラフも増えてきている。乗車場所と降車場所や運賃・営業距離などが記録されたものをメモリーカードに記録し、ひと出番の営業内容を乗務員が日報に記録せずとも終業時、営業所のパソコンにメモリーカードを読み取らせれば、納金指示書と業務日報が作成される。後述のドライブレコーダーと連携する機能を持つものも存在する。
- 社名表示灯
  - 俗に言う「行灯（あんどん）」。天井灯、屋上灯、防犯灯などとも呼ばれる。空車時は点灯して実車時は消灯する地方、夜だけ点灯する地方、夜間の空車時のみ点灯する地方など、点灯方法には地域差がある。強盗など緊急時には、赤色に点滅させることができる。最近では社名表示灯と連動して実空車表示機に「SOS」や「助けて」と表示するものもある。無線機器が連動して、防犯スイッチを押すと自動的に車両の位置情報と救難信号が送信され、無線のマイクがONとなり、車内のやり取りが無線室に聞こえるシステムを採用している会社もある。最近では広告付きのものを使用する事業者も出てきた。形は蒲鉾型、ラグビーボール型、球型、星型、太鼓型などがあり、渦巻き型（一般にデンデン型と呼ばれる）や提灯型は個人タクシー専用となる。行灯の装着が見受けられないタクシーもある（ハイヤーがない地域に多い）。

| てこ式オートドアのドア部分 |  | 助手席横のリンク |  | 運転席側のレバー |
| てこ式オートドアのドア部分 |  | 助手席横のリンク |  | 運転席側のレバー |

- オートドア
  - てこ式や負圧式、圧縮空気（エアコンプレッサー式）や電動式などを利用して後部左ドアを運転席で操作することができる[49]。世界的に見てオートドアが標準になっている国は少なく、外国人客が驚くことも多い。顧客サービスの側面だけでなく、安全管理の面で利点がある（ドア開けに伴う事故は基本的に行為者の何れに係わらず、運転手の過失となるため）。日本でも運転手が車の外側から開けるドアサービスを実施する会社もある。元々は大阪府枚方市にあるトンボ交通が、乗客が降車した際に閉め忘れたドアを閉める際、小型車では車内から運転手が手を伸ばし閉めていたのが、1950年に中型車が導入されると車内では容易に手が届かず指詰め事故が生じ、車内から運転手が安全かつ容易に閉めるために開発した。
- カーナビゲーション
  - 最近は事業者が運行開始前に設置する場合もあるが、乗務員が私物で取り付けている場合や、乗務員の私物の場合は専用の装置ではなくスマートフォンやタブレット端末の地図アプリであることもある。事業者が設置したカーナビゲーションは、無線車である場合ならば無線局と連動しており、無線局側では車両位置を把握している。その場合は一部の例外（複数の営業区域を同一の無線局で管理している場合に、最も近い車両が配車先の営業区域に属さない場合等）を除きGPSポーリングで原則として配車先に近い車両から配車される。
- 無線
  - 法人タクシーや無線組合に加盟する個人タクシーでは専用の無線機が搭載され、配車係が乗務員へ客のいる所へ案内するのに使用する。一部には無線機の使用料を乗務員から徴収する会社がある。
  - 屋根に無線用のアンテナを装備する。パトカーなどのアンテナは、屋根に直接、専用の物が取り付けられているが、タクシー用は、ほぼすべて後付け（マグネット、シール貼付、雨どいにネジ締め）であり、アンテナケーブルも露出している。配車係が最寄の車を調べるには、乗務員に無線ナンバーと現在地を報告させる、GPSで検索するなどがある。乗務員同士の会話はできるものと、できないものがあり、事業者の方針により異なる。会話できないものは半複信方式といい、配車係（基地局）の送信周波数を乗務員（陸上移動局）の受信周波数と、陸上移動局の送信周波数を基地局の受信周波数としている。大都市では周波数の有効利用と安定した通信のために集中基地局方式（営業区域内の複数事業者の基地局を特定の場所に集中設置すること[50]）が取られている。この方式の場合、基地局の電波は常に送信されており、配車係がマイクの送信ボタンを離したときの「ザッ」と言う音（スケルチのテールノイズ）が聞こえないため判別可能である。ほとんどの会社が無線営業を独自にしているが、大都市では混信を避けるため、いくつかのグループにまとまっている。
  - 沿革
    - 1953年（昭和28年） - 札幌の北海道交通株式会社が150MHz帯でタクシー無線を開始[51]
    - 1957年（昭和32年） - 60MHz帯と150MHz帯に専用波を割当て[52]
    - 1965年（昭和40年） - 移動無線センターが集中基地局事業を開始[53]
    - 1966年（昭和41年） - 400MHz帯に周波数間隔50kHzで専用波を割当て[52]
    - 1969年（昭和44年） - 周波数間隔が20kHzに狭帯域化（ナロー化）[52]
    - 1982年（昭和57年） - 12.5kHzに再ナロー化[52]
    - 2002年（平成14年） - 全日本自動車無線連合会は「平成28年（2016年）6月1日をもって完全デジタル化する」との方針を決議[52]
    - 2003年（平成15年） - 総務省は400MHz帯を周波数間隔6.125kHzでデジタル化するものとし、2011年6月以降はアナログ無線の新規開設は認めないものとした。関東の4社に初のデジタル無線が免許された[54]。
      - デジタル化をふまえ、コストの安いMCA無線[55] やIP無線[56] に移行した事業者がある。

    - 2015年（平成27年） - 総務省電波利用ホームページに、タクシー無線のデジタル化についてのページ[57] ができた。この中で「平成28年5月31日」を有効期限とするアナログ無線について、終了計画確約書を添付することにより再免許できることとした。使用期限までに移行できない事業者に対する救済措置として行うものである。

  - 主に大都市ではタクシーが多過ぎること、予約せずに飛び込む客や駅待ちの客がそれほど少なくないこと、携帯電話の普及によるタブレット端末による配車システムの登場などにより、無線機を取り付けずアンテナの設置もしない車もある。携帯電話回線を用いたIP無線である場合は無線機があっても車外に露出したアンテナは持たない場合がある。
  - 個人タクシーではアマチュア無線機を装備している人もおり（“タクシー業者でハム”の趣味人らが「無線クラブ」を作ったり、クラブの名義で社団局を開設している場合もある。）空車中は雑談を楽しんでいる。しかしながら、一部にはアマチュア無線を使って業務上のものと思われる通信（道路の混雑や、客待ちの情報など）を行う者もいる。このことは電波法第52条の「目的外使用」にあたる違法行為であり、一般のアマチュア無線家から批判されることがある。
- 乗務員証・運転者証
  - 乗務員証はそのタクシー会社の社員証。運転者証は東京・名古屋・大阪・札幌・仙台・さいたま・千葉・横浜・京都・神戸・広島・北九州・福岡（東京・大阪以外は、2008年（平成20年）6月から適用）についてはタクシーセンター発行となる。顔写真[注 21]（寸法も法令で規定がある[注 22]）を貼り付け、顔写真および運転者の登録番号（法人）または許可番号（個人）・氏名・免許証の有効期限・所属する事業者名（法人の場合）を見られる面を実空車表示器の室内側表示部分に、客室に見えるように提示しなければならなかったが、カスタマーハラスメント等の急増によりプライバシー保護が急務となり、2023年（令和5年）8月1日に省令が改正され[59][注 23]、同日発行分より顔写真および従来の記載内容は車内から見えない面に移動し、室内側には登録番号（法人）もしくは許可番号（個人）および所属する事業者名（法人の場合）のみとなった[60][注 24]。車内から見える面（省令改正前のもので顔写真のある身分証明書面）は「裏」であって「表」ではない（その裏側、すなわちガラス側に向けるほうが「表」である）。
- ドライブレコーダー
  - 装着する事業者が増えてきている装備のひとつ。ルームミラー周辺に装着し、常に前方の状況を撮影してHDDやSSDもしくはSDカードに記録しているが、不要部分は自動的に消去されている。予め決められた一定の条件（急ブレーキ、振動など）を感知すると、前後数秒の映像が保存されるほか、運転席付近にあるボタンを押して映像を保存することができる。当初は、タクシーの事故後の解決・交渉をスムーズに進めるために導入されたが、副次的な成果としてドライバーの運転マナーの向上や、タクシーが当事者ではない事件や事故の証拠、事故原因の解析による事故予防などに活用されている。複数のカメラを接続して記録可能な機種を選定し、前方に加えて強盗や接客などのトラブル防止のため室内を撮影するものもある。
- ETC車載器
  - 都市部を中心に、最近装備する事業者が増えている。深夜時間帯や休日などに高速道路を通行した場合、ETC割引制度を受けられる場合が多い。通常はタクシー会社の保有するETCカードを利用して、運賃と合わせて領収書を発行する。
- エコーカード
  - 地域によっては名称が異なることもある。利用者が意見や感想、苦情等思ったことを書いて利用会社宛に送ることが出来るハガキ。殆どは切手不要、料金受取人払いで、ポストに投函するだけでよい。カードにはドライバー名（号車番号）が記されているので、担当ドライバーの接遇改善を促すきっかけにもなる。
- その他
  - ブースターケーブル（仲間等がバッテリーが上がったときに救援するため、ただしハイブリッド車は救援受け入れのみ）、ゴムバンド（トランクルームに蓋が閉まらなくなるほどの大きな荷物を積載したときの落下防止用）、救急箱、傘（雨の日の迎車のため。宣伝になるので社名が大きく入ったオリジナル傘をそろえている会社もある）、消火器、毛布、バケツやブラシなどの洗車道具（会社によっては各自で持参しなければならない）などを搭載している場合もある。
  - 結婚式において和装した新婦の乗降を容易にするため、左側後部の天井を垂直に展開可能な「花嫁タクシー」が存在する。

### 車両広告
車両は不特定多数の乗客が乗降し、一日中街中を走行しているため広告媒体としても利用されており、タクシー広告専門の広告代理店も存在する。
- 車体広告
  - ラッピング広告 - 車体の両面ドア4枚に広告を印刷したフィルムを貼り付けるもの。車両全体に施される場合もある。
  - 後部ドアにマグネットで広告を貼り付けるもの。
  - 後部左側ドアのウィンドウにステッカーを貼り付けるもの。
  - リアウィンドウにフィルムを貼り付けるもの。車内からは透視でき、外部からは広告面が見える。
  - 大型の社名表示灯に商品広告が施されているもの。
  - ホイールに静止ホイールを取り付けるもの。
- 車内広告
  - 助手席背中部分にケースを取り付け、チラシ広告をおくもの。車中への忘れ物に備えて社名とナンバー、車番（会社での車両登録番号）が明記された名刺風カードが設置されていることもある。
  - 液晶ディスプレイを設置し、広告や文字多重放送を使った文字ニュースを流していることもある。特に助手席の背後に設置されるタイプでは電子決済などを備えるものもある。事業者によっては画面広告に完全移行しチラシを廃止した例もある。

### 車種

#### タクシー仕様として発売されている現行車種
- トヨタ
  - ジャパンタクシー NTP10型

#### 過去にタクシー仕様が発売されていた車種
- トヨタ
  - トヨダ・AA AC型 （1943年）まで
  - トヨペット・SA SF型 （1952年）まで
  - トヨペット・スーパー RHK/RHN型（1954年）まで
  - トヨペット・マスター RR型 （1956年）まで
  - トヨペット・クラウン S50型セダン（1971年）まで
  - トヨペット・コロナ T100型セダン（1978年）まで
  - トヨペット・コロナマークII X30型セダン（1978年）まで
  - コロナマークII X60型セダン（1984年）まで
  - クラウン営業車 S130型セダン（1995年）まで
  - マークII X80型セダン（1995年）まで
  - コロナ T140型セダン（1998年）まで
  - クラウン S150型セダン（2001年）まで
  - クラウンセダン XS10型（2017年）まで
  - クラウンコンフォート XS10型（2017年）まで
  - コンフォート XS10型（2017年）まで
- 日産
  - ダットサン・セダン 17型（1944年）まで
  - ダットサン・DA（1950年）まで
  - ダットサン・デラックス DB-6型（1954年）まで
  - ダットサン・スリフト DS-5型（1954年）まで
  - 日産A40 （1954年）まで
  - ダットサン・1000 110/210型（1959年）まで
  - 日産A50 （1960年）まで
  - ダットサン・ブルーバード 510型セダン（1973年）まで
  - バイオレット 710型セダン（1977年）まで
  - ダットサン・ブルーバード 810型セダン（1979年）まで
  - スカイライン R31型セダン（1989年）まで
  - ブルーバード 910型セダン（1993年）まで
  - ローレル C32型セダン（1993年）まで
  - グロリア Y31型セダン（1999年）まで
  - セドリックセダン Y31型（2002年）まで
  - クルー K30型（2009年）まで
  - セドリック営業車 Y31型セダン（2014年）まで
  - NV200 タクシー M20型（2021年）まで
- プリンス自動車[注 25]
  - たま電気セダン E4S-47型（1950年）まで
  - セダン AISH型（1957年）まで
  - グロリア S40型セダン（1967年）まで
  - スカイライン S5型セダン（1968年）まで
- 三菱
  - コルト1500 A25型（1969年）まで
  - コルトギャラン A52型（1973年）まで
  - ギャラン A112型（1977年）まで
  - デボネアエグゼクティブ  A32型（1986年）まで
  - デボネアV S12型（1992年）まで
  - デボネア S22型（1999年）まで
  - ギャランΣ E12型セダン（1999年）まで
- マツダ
  - ルーチェ SVA型セダン（1972年）まで
  - カペラAP CB1V型（1978年）まで
  - ルーチェAP LA2型セダン（1978年）まで
  - ルーチェスーパーカスタム LA4セダン（1981年）まで
  - カペラ GD型（1991年）まで
  - カスタムキャブ HB型（1995年）まで
  - ルーチェ HC型セダン（1995年）まで
- いすゞ
  - ヒルマンミンクス PH100型（1964年）まで
  - ベレル PA10型（1967年）まで
  - ベレット PR30/40型（1971年）まで
  - フローリアン PA30型（1982年）まで
  - ジェミニ PF型（1982年）まで
  - アスカ JJ型（1989年）まで
- ヒュンダイ
  - グレンジャー TG型（2009年）まで

## ギャラリー

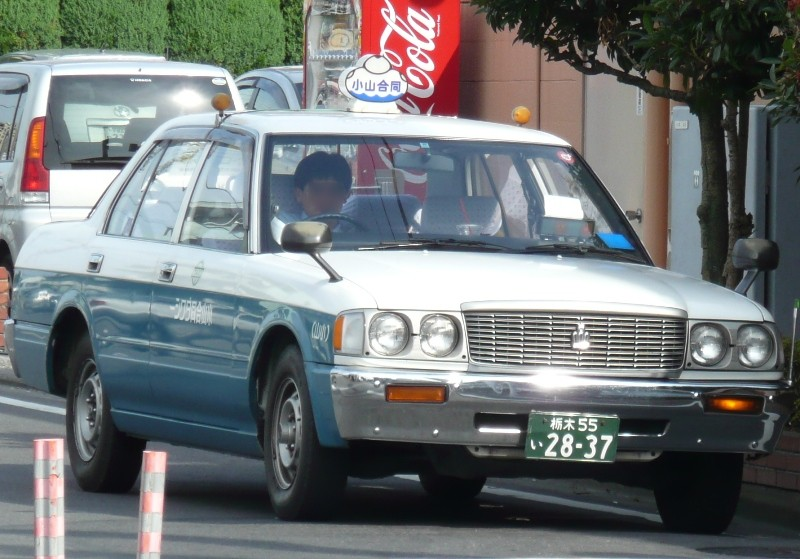
S130 series Crown Oyama Joint Taxi (Tochigi Prefecture)
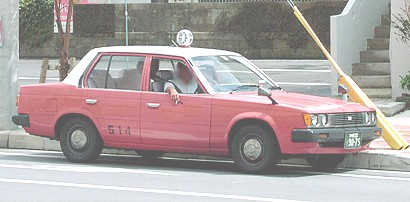
T140 type corona Okinawa Prefecture
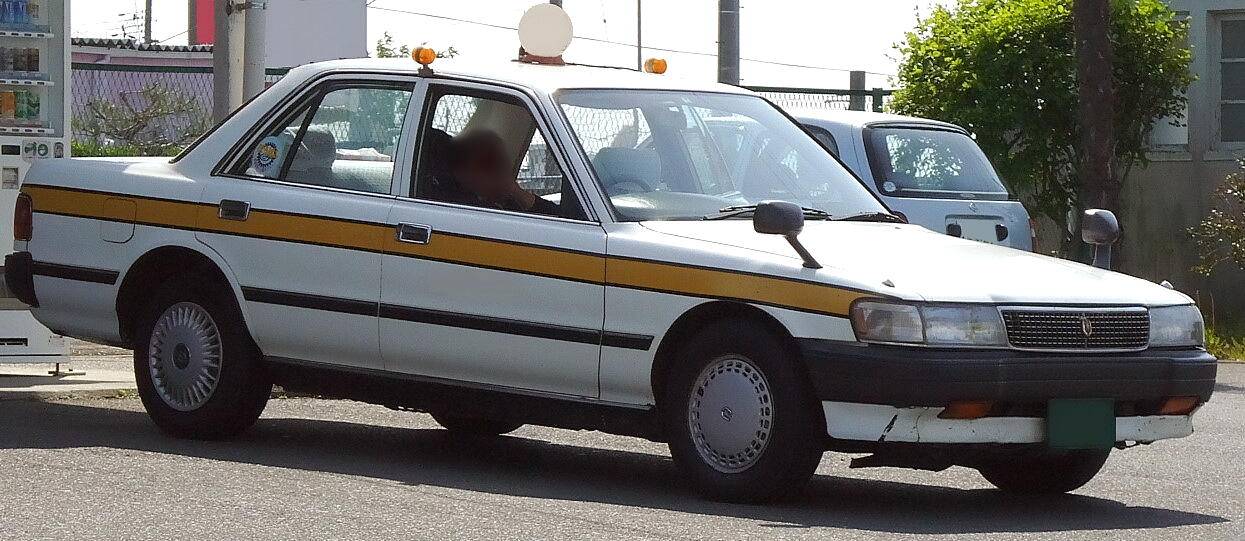
X80 Mark II
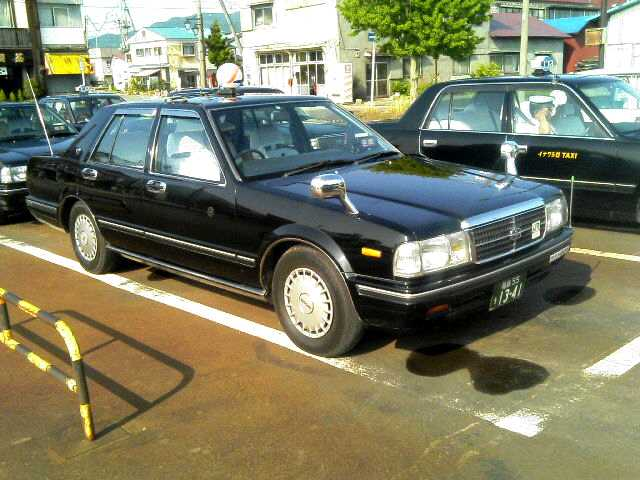
Y31 type Gloria
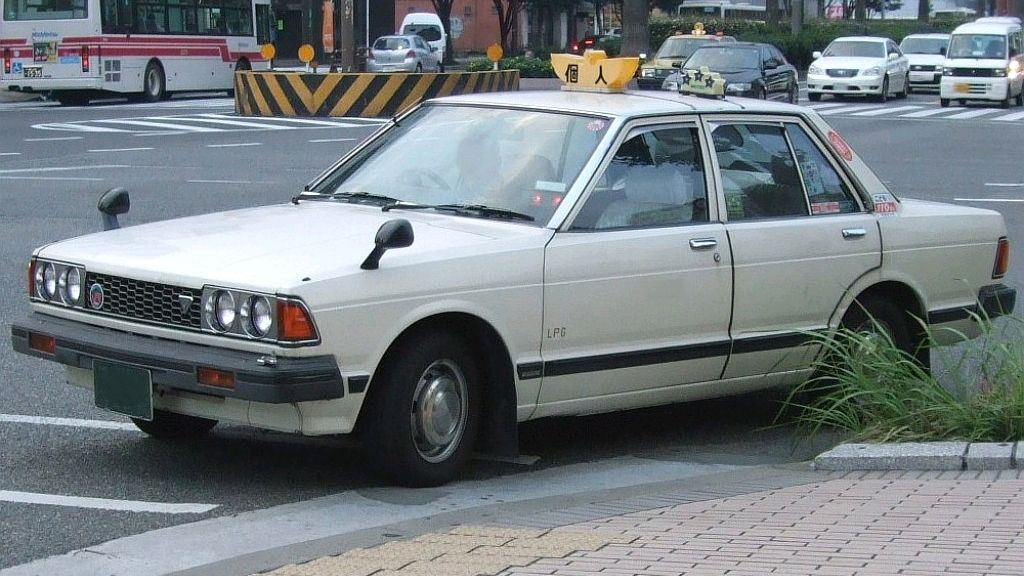
910 Bluebird Private taxi
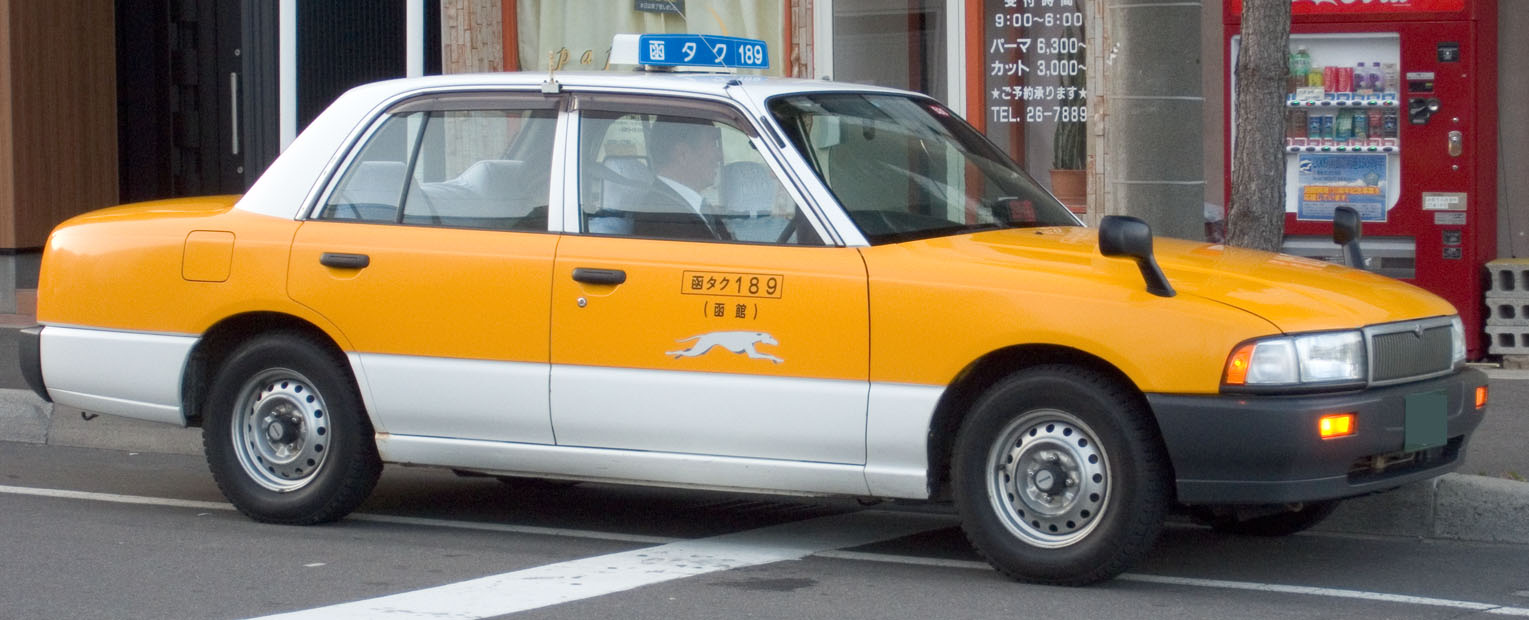
Crew Hakodate Taxi (Hokkaido)
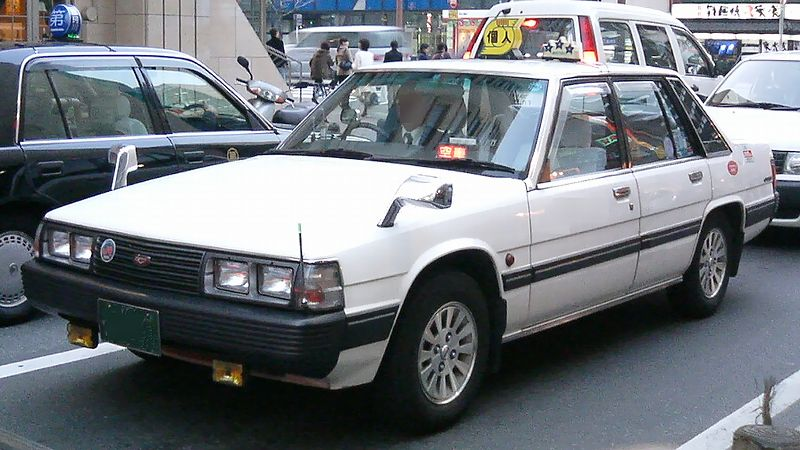
Custom cab
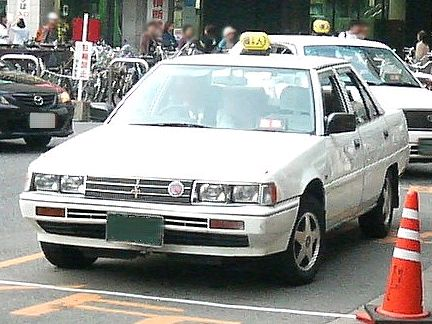
Galant Σ Private taxi
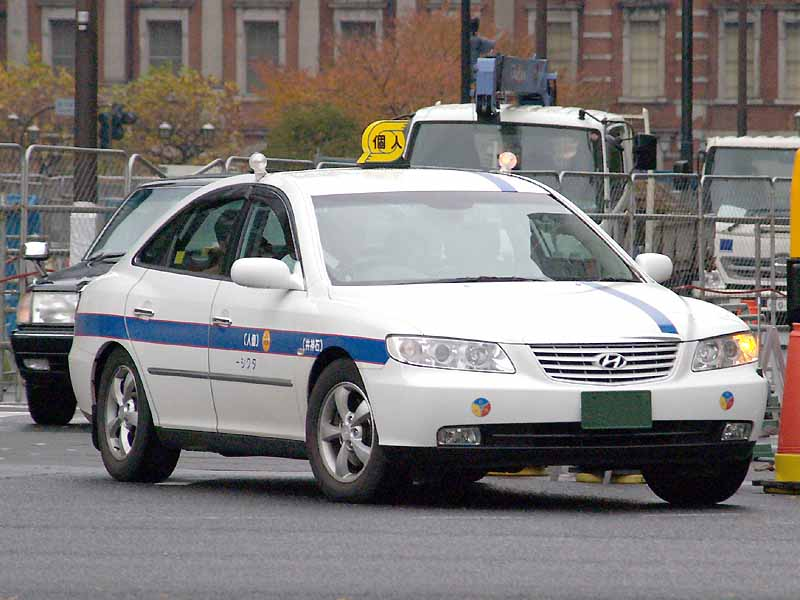
Granger Private Taxi
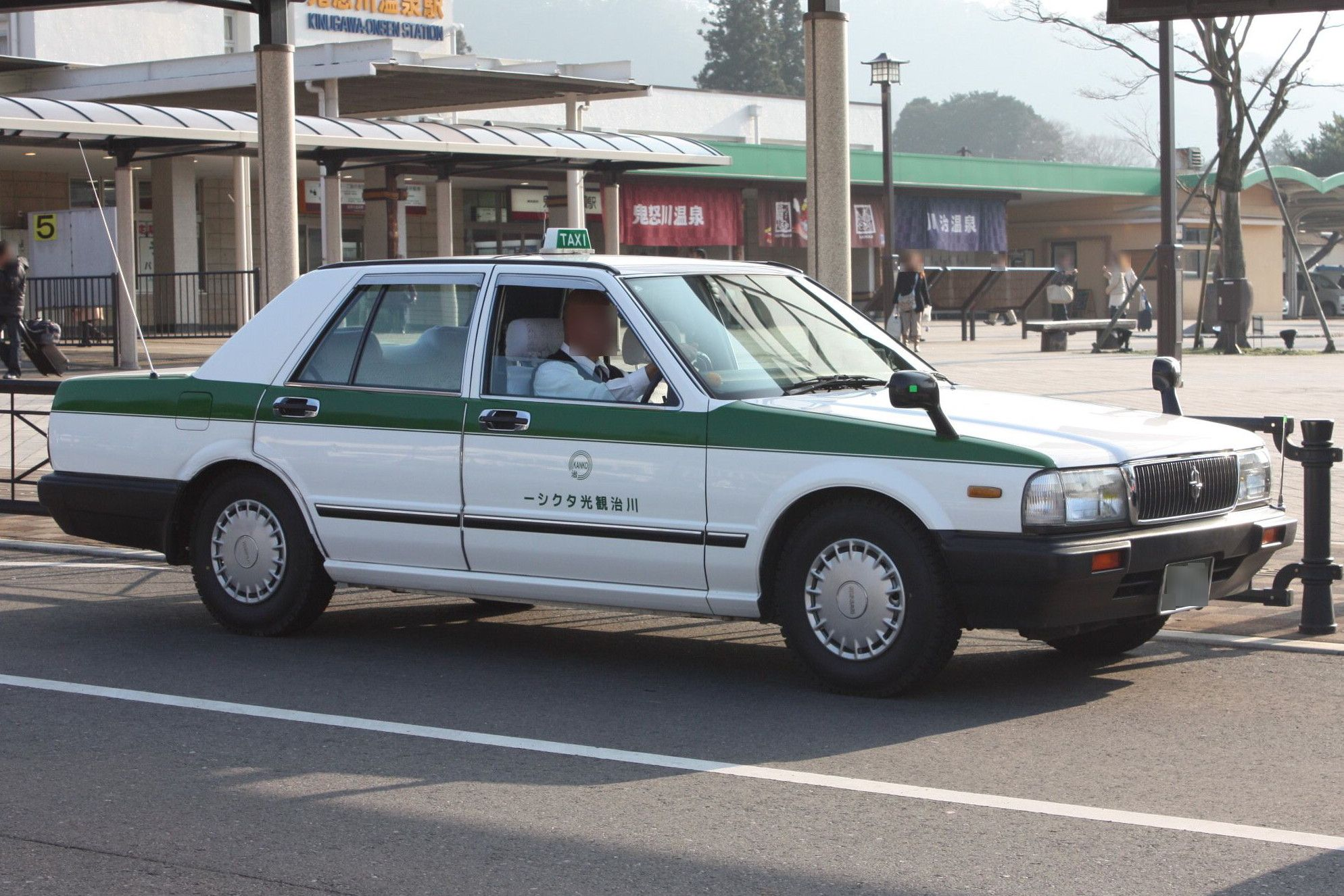
Cedric commercial vehicle Kawaji Kanko Taxi (Tochigi Prefecture)
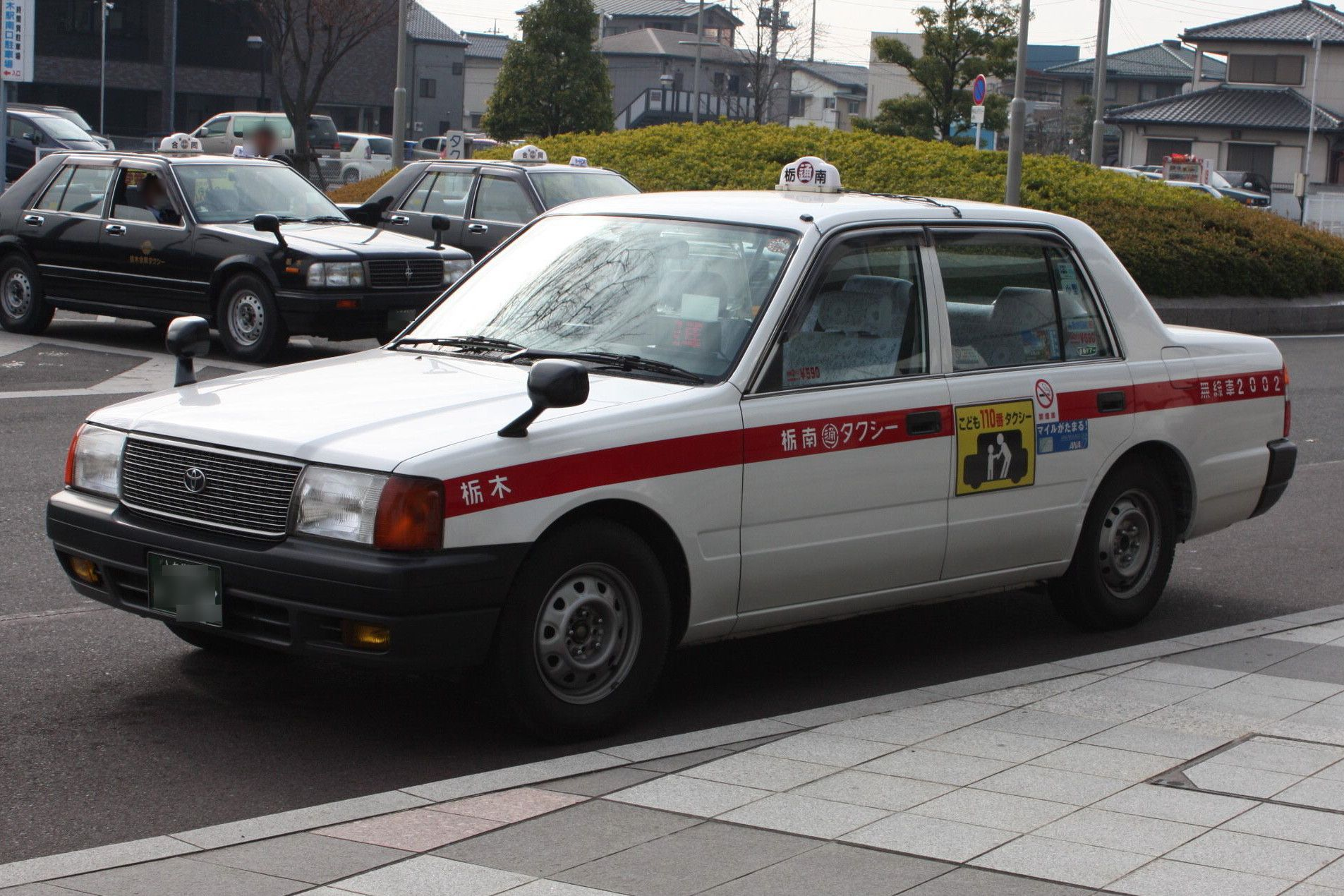
Comfort Tochinan Taxi (Tochigi Prefecture)
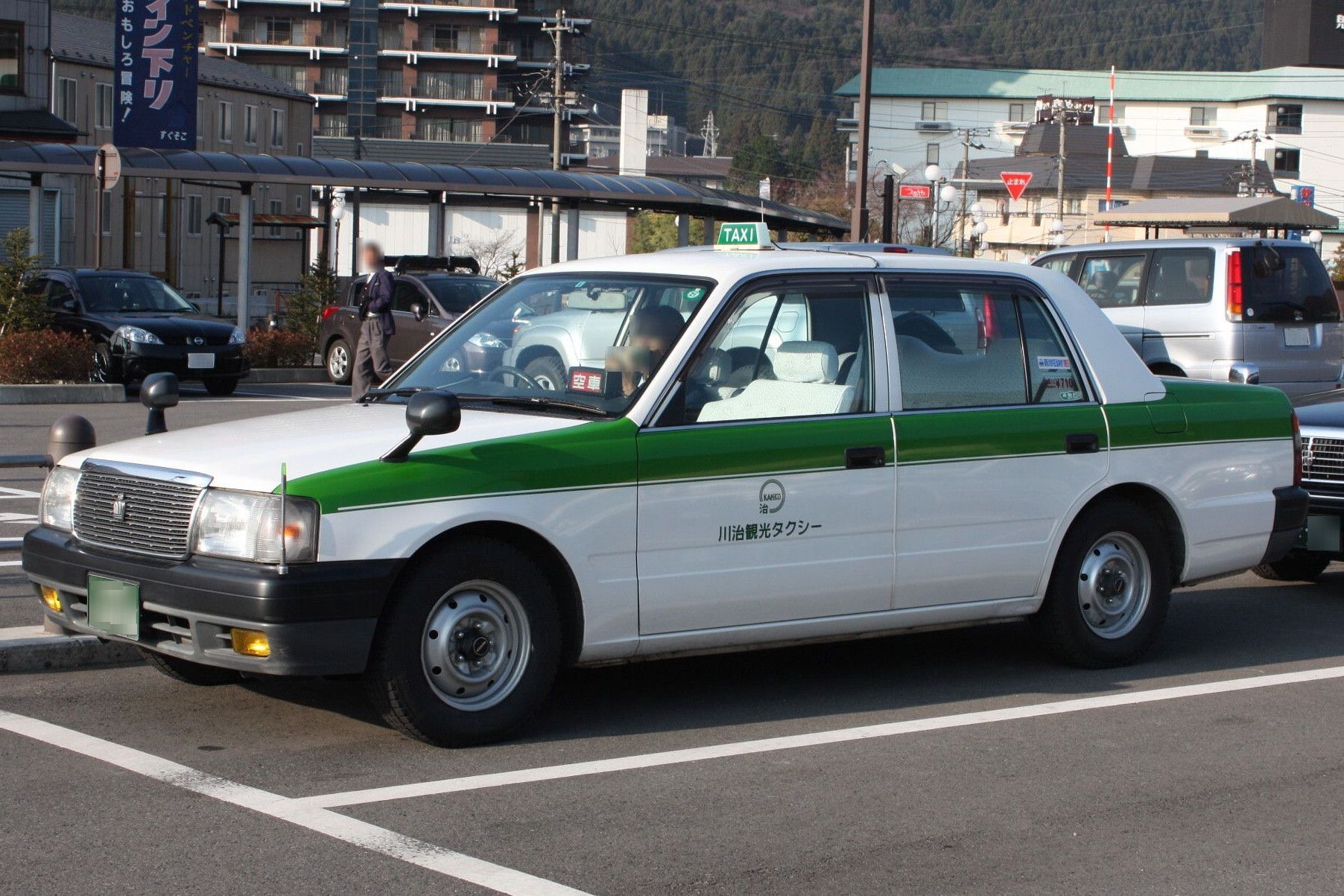
Crown Comfort Kawaji Kanko Taxi (Tochigi Prefecture)
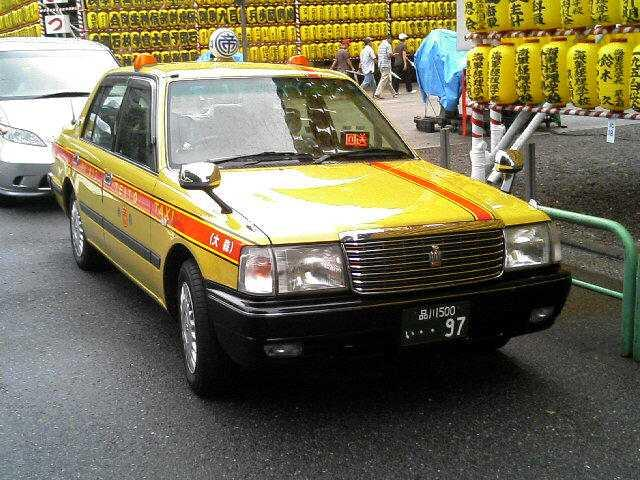
Crown Sedan Teito Motor Transportation (Tokyo)
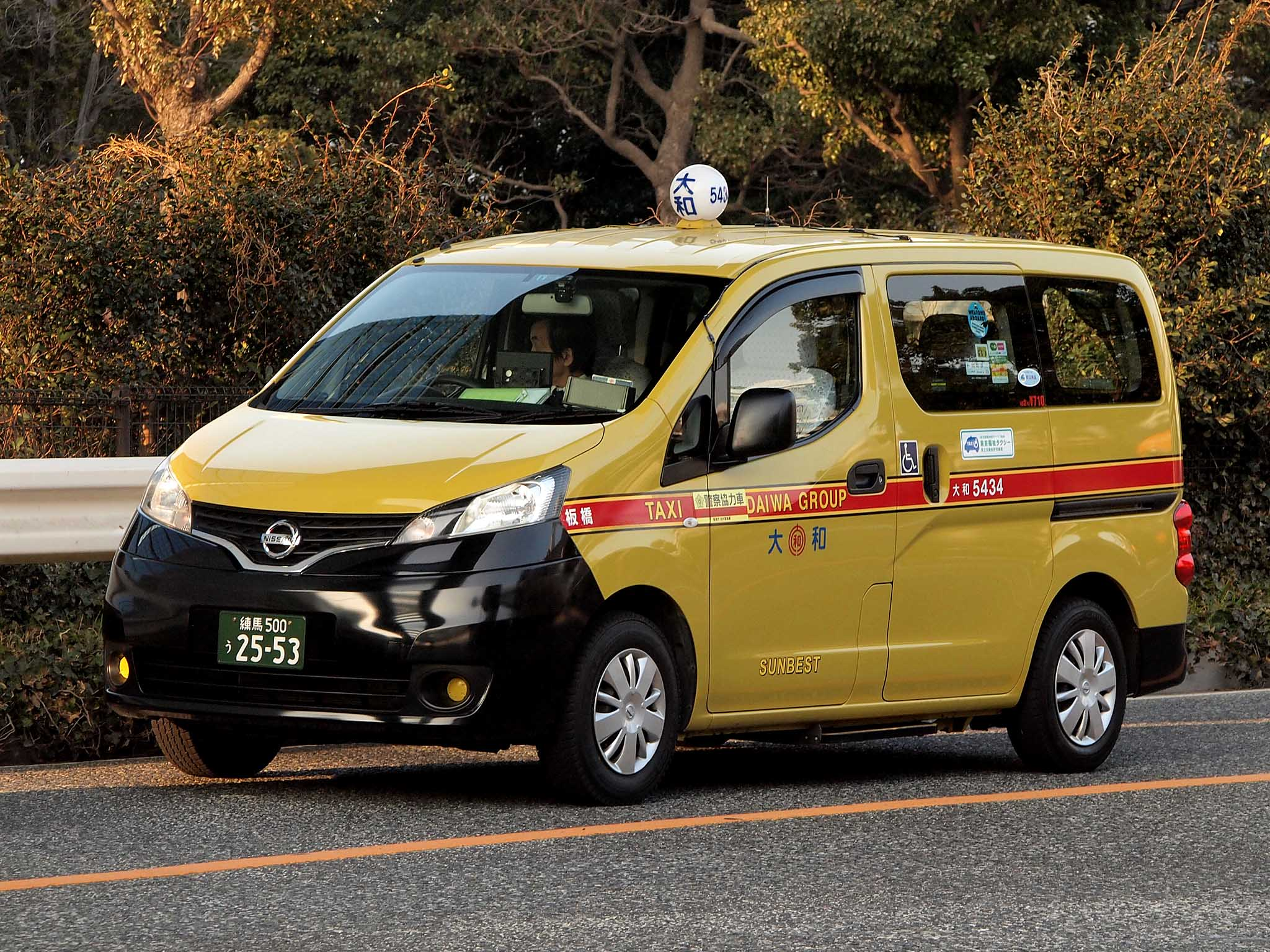
NV200 Sunbest Toshin (Tokyo)
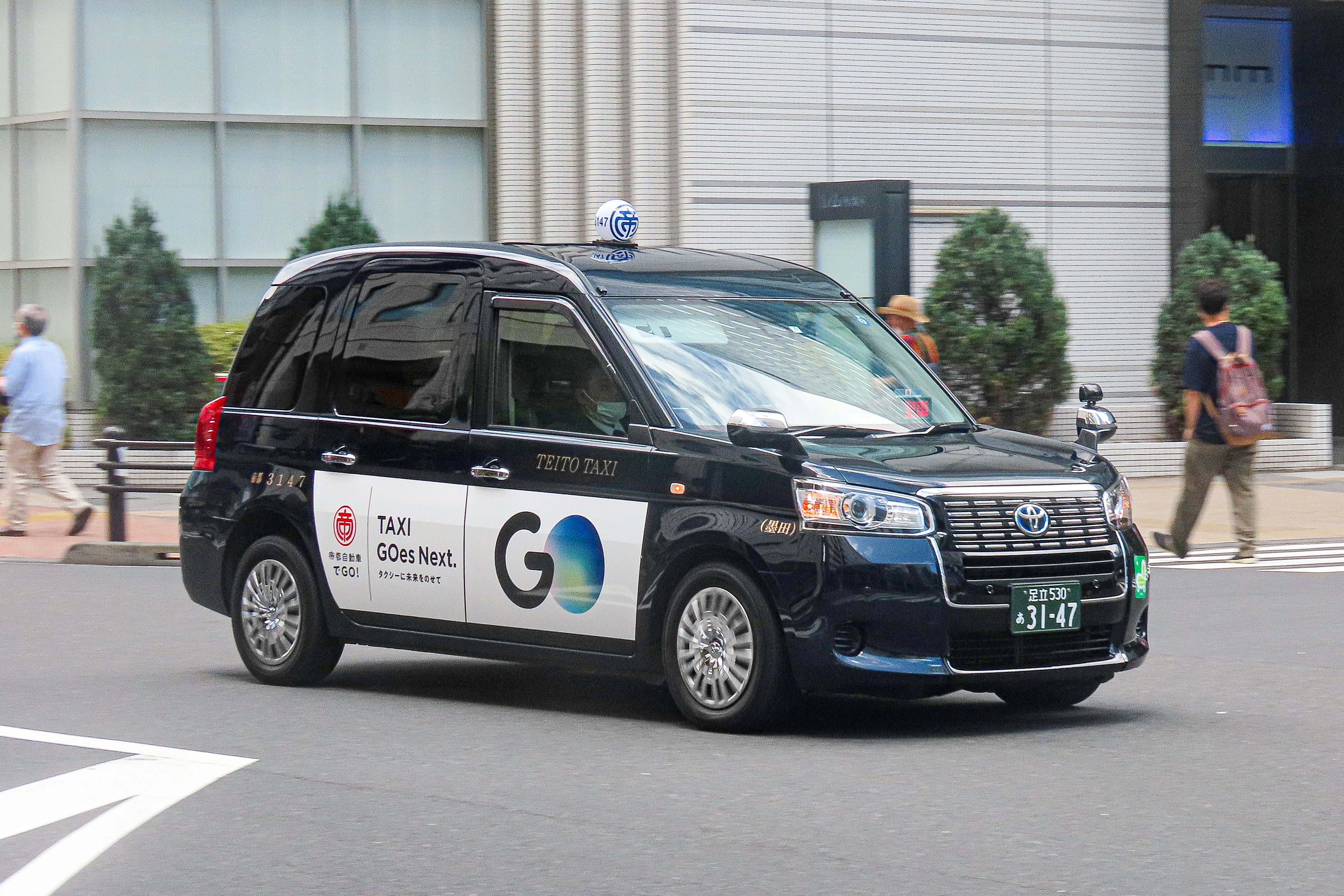
ジャパンタクシ

## 主なタクシー事業者・グループ
- 東京四社営業委員会
  - 大和自動車交通（東京）
    - 信和事業協同組合（東京）

  - 日本交通（東京）グループ
    - 日本交通（東京・さいたま）
    - 飛鳥交通（東京）
    - 陸王交通（東京）
    - 日交美輝（東京）
    - 日立自動車交通（東京）
    - ハロートーキョー（東京）
    - イースタンエアポートモータース（東京）
    - 東京・日本交通（京都・大阪・神戸）
    - さくらタクシー（大阪）
    - ナショナルタクシー（大阪）

  - 国際自動車（東京・横浜）

上記4社を社名から「大日本帝国」の俗称も見られる。
- グリーンキャブ（東京・横浜）
- 東都自動車グループ（東京・埼玉・横浜）
- 日の丸自動車グループ（東京・横浜）
- 東京無線協同組合（東京）
  - 葵交通（東京・武蔵野・三鷹）
- チェッカーキャブ無線協同組合（東京）

- 私鉄協同無線センター（東京）
  - 小田急交通（東京・神奈川）
  - 京急交通（東京・神奈川）
- 荏原交通（東京）
- アシスト（東京）
- コンドルタクシー（東京）
- ロイヤルリムジングループ（東京・神戸）
- 京成電鉄グループ（千葉・東京・茨城）

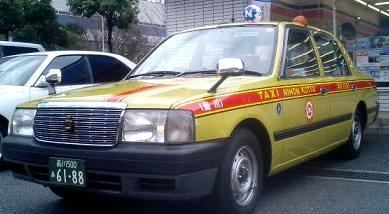
東京四社の共通塗装のタクシー（日本交通。車種 : クラウンコンフォート）

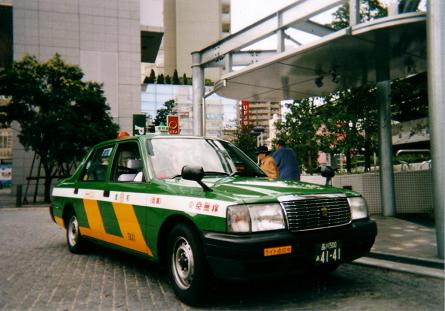
東京無線のタクシー（車種 : クラウンコンフォート）

  - 京成電鉄タクシーホールディングス（千葉）
    - 京成タクシーウエスト（野田・松戸・柏・我孫子）
    - 京成タクシーセントラル（千葉・船橋・習志野・市川・舞浜）
    - 京成タクシーイースト（成田・香取・銚子・佐倉・八街・木更津）

  - 帝都自動車交通（東京）[注 26]
    - 帝都葛飾交通（東京）
    - 帝都三信交通（東京）
    - 帝都日新交通（東京）
    - 京王自動車（東京特別区武三）

  - 小湊鉄道グループ（千葉）[注 27]
    - 小湊鉄道タクシー（千葉）
    - 小湊タクシー（市原）
    - 牛久タクシー（市原）
    - 姉ヶ崎タクシー（市原）
    - 木更津タクシー（木更津）
    - 大多喜タクシー（大多喜）

  - 京成電鉄茨城ホールディングス（茨城）
    - 京成タクシー茨城（茨城）
- 都市交通タクシー（香取）
  - 東京タクシーグループ（東京）
- 朝日自動車グループ（東武グループ）
  - 朝日自動車（埼玉東部・北部、茨城境、群馬大田）
  - 関越交通（群馬中部・北部）
  - 日光交通（栃木日光）
  - 桐生朝日自動車（群馬桐生）
- 西武鉄道グループ
  - 西武ハイヤー（東京・埼玉南部・軽井沢）
- 飛鳥交通グループ（東京・神奈川・埼玉）
- 神奈川都市交通（神奈川）
  - 明生タクシー （川崎）
  - 高砂交通 （川崎）
  - 多摩田園タクシー （川崎）
  - 箱根観光自動車 （小田原）
  - 都南交通 （東京）
- 平和交通（横浜・東京）
- 神奈川旅客自動車協同組合（ラジオタクシー）グループ（横浜）
- 神奈中タクシー（小田急・神奈中グループ）
- 三和交通（神奈川・東京・埼玉）
- 埼玉交通（埼玉）※世界ではじめて全車にカーナビゲーションを導入
- 千葉構内タクシーグループ
  - 参光タクシー（成田）
  - 第一構内タクシー（千葉・四街道）
  - 千葉構内タクシー（千葉）
  - ハト交通（船橋）
  - 八日市場タクシー（匝瑳）
- 三ツ矢エミタスグループ
  - アールタクシー（千葉）
  - エミタスタクシー（千葉）
  - エミタスタクシー柏（柏）
  - エミタスタクシー南総（勝浦・いすみ）
  - エミタスタクシー北総（白井・富里）
  - 鹿野西岬タクシー（千葉）
  - 千葉タクシー（千葉）
  - 富士タクシー（千葉）
  - 三ツ矢タクシー（千葉）
  - 三ツ矢エミタスタクシー（習志野・船橋・八千代・浦安）
  - エミタスタクシー東京（東京葛飾）
- myタクシーグループ（「エムワイ」と読む）
  - 浦安タクシー（浦安）
  - 勝田台交通（八千代）
  - 千葉タクシー（柏）
  - ニュー千都タクシー（千葉・四街道）
  - 船橋タクシー（船橋）
  - 丸十タクシー（船橋）
  - 八幡交通（市川）
- 岩槻タクシー（さいたま・春日部・越谷・川口・東京足立）
  - 上尾タクシー（上尾）
  - 京葉タクシー（習志野・船橋）
  - みさきタクシー（船橋）
- 北海道交運事業協同組合（札幌・旭川・函館・釧路・帯広・青森・仙台・東京ほか）

- 朝日交通（札幌）
- 金星グループ（金星ハイヤー）
  - 金星自動車（札幌・千歳）
  - 金星小樽ハイヤー（小樽）
  - 北海道中央タクシー（小樽）
  - 金星室蘭ハイヤー（室蘭・苫小牧）
  - 金星釧路ハイヤー（釧路・帯広）
  - 金星旭川ハイヤー（旭川）
  - 金星北見ハイヤー（北見）

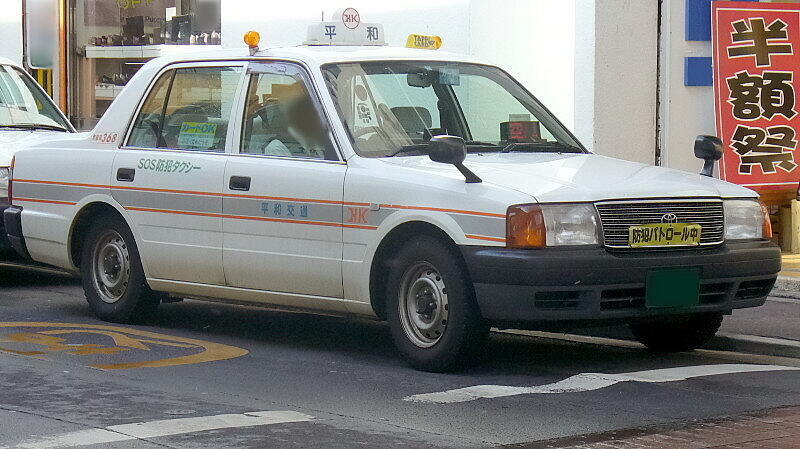
北海道交運グループのタクシー（車種 : コンフォート）

- 三八五タクシーグループ（「みやご」と読む : 八戸・三沢・青森・上北・東北・六ヶ所・五戸）
- マルイチグループ（福島県）
- ファーストタクシーグループ（栃木）
  - 関東交通（宇都宮・下野）
  - 鹿沼合同タクシー（鹿沼）
  - 塩原自動車（那須塩原）
  - 那須合同自動車（那須塩原・大田原・那須）
- 日本中央観光（群馬）
- 矢島タクシー（太田）
- アルピコタクシー（長野県）
- 甲府ハイヤー事業協同組合（山梨県甲府市）
- 富山交通（富山）
- 静鉄タクシー（静岡）
- 遠鉄タクシー（浜松）
- 東海交通（豊橋）
- 宝グループ（名古屋）

- フジタクシーグループ（名古屋）
- つばめグループ（名古屋）
- 名鉄タクシーホールディングス
  - 名鉄交通（名古屋）他

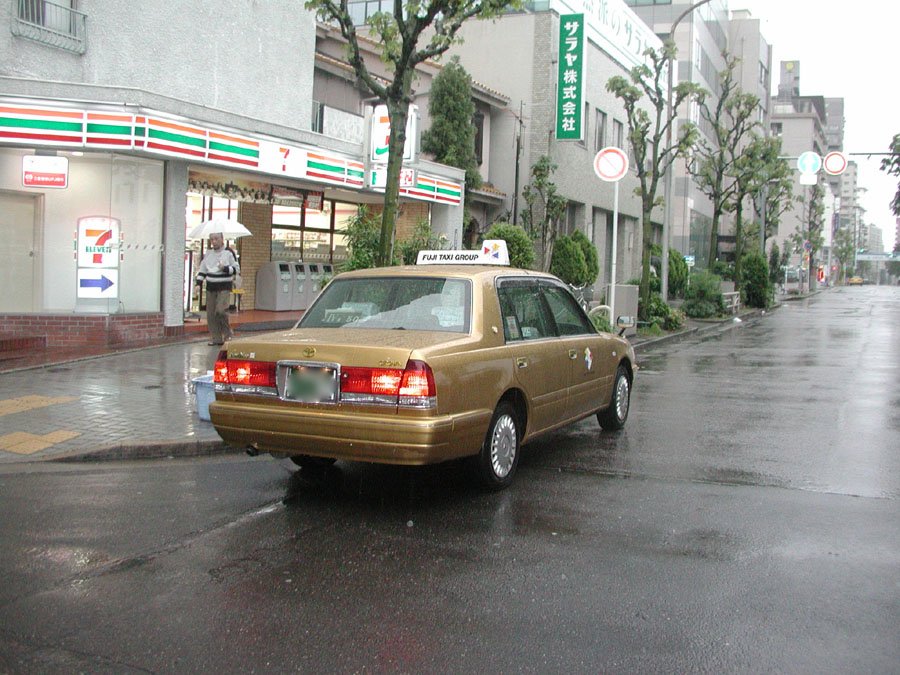
フジタクシーグループ創業50周年記念塗装車

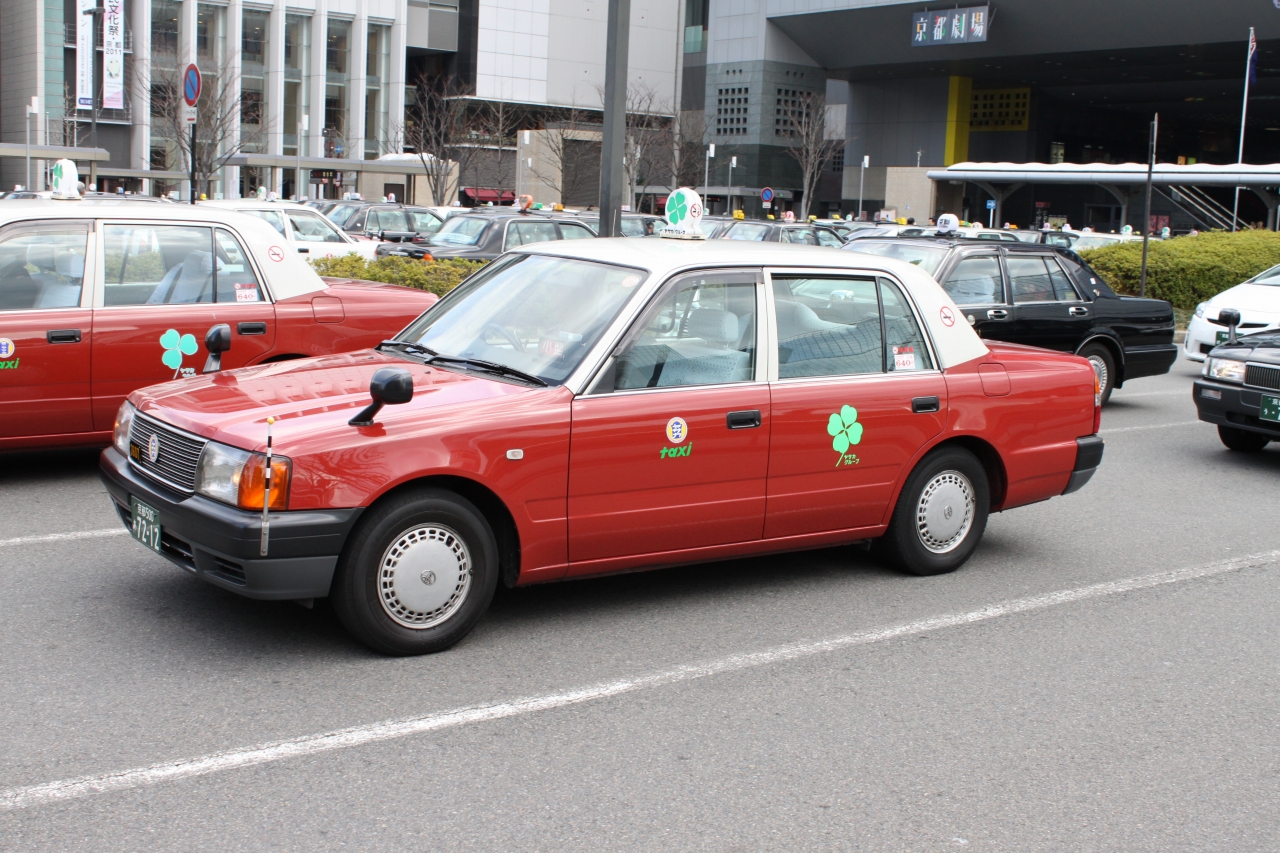
ヤサカタクシー四つ葉のクローバー車

  - 名鉄タクシーグループ（愛知・岐阜・三重）
- 毎日タクシーグループ（名古屋）
- 日本タクシー（岐阜）
- 日の丸自動車（岐阜）
- スイトトラベル（岐阜県大垣市）
- 揖斐タクシー（岐阜県揖斐川町）
- 近江タクシー（滋賀）
- エムケイグループ（京都・大阪・神戸・東京・名古屋・札幌・福岡・滋賀）
- ヤサカグループ（京都・東京・大阪・滋賀）
- 京聯タクシー（京都）
- 阪急阪神東宝グループ
  - 阪急タクシー（京都・大阪・兵庫）
  - 阪神タクシー（兵庫）
  - 大阪神鉄豊中タクシー（大阪）
  - 大阪阪神タクシー（大阪）
- 近鉄タクシーホールディングス
  - 近鉄タクシー（大阪）他

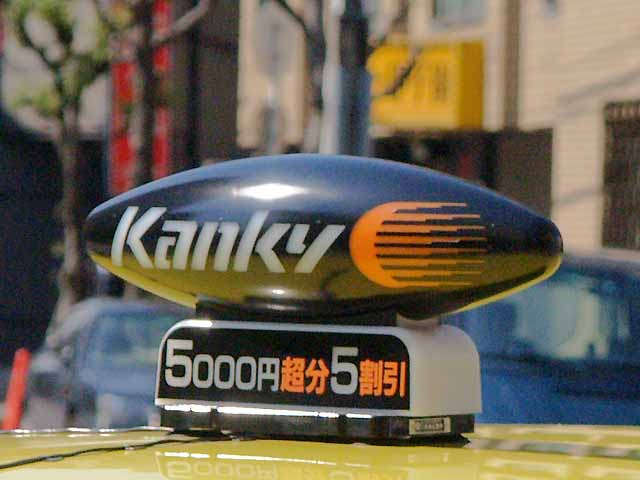
関西ハイタク事業協同組合（Kankyo）の社名表示灯

- 関西ハイタク事業協同組合 「Kankyo」（大阪）
- 北港梅田ハイタク事業協同組合（梅田交通グループ）（大阪・京都・兵庫・和歌山・東京・千葉・神奈川・静岡ほか）
  - イースタンモータース（群馬・埼玉・千葉・東京・神奈川）
  - イーエム無線協同組合（東京）
  - 新中国交通（岡山）
- 関西中央グループ（大阪）
- 日本交通（大阪）グループ（大阪・京都・兵庫・鳥取・島根）
  - 大タク（大阪）
  - 関西空港リムジン（大阪）
  - 鳥取自動車（鳥取）
  - 中央タクシー（鳥取）
  - 倉吉交通（鳥取）
  - 島根日本交通（島根）
  - クラウンタクシー（島根）

- 国際興業グループ
  - 国際興業大阪（大阪）
  - 国際興業神戸（兵庫）
  - 札幌団地タクシー（北海道）
- 相互タクシー（京都・大阪・神戸）
- 未来都グループ（大阪）
- 両備グループ
  - 岡山交通（岡山市・倉敷市）

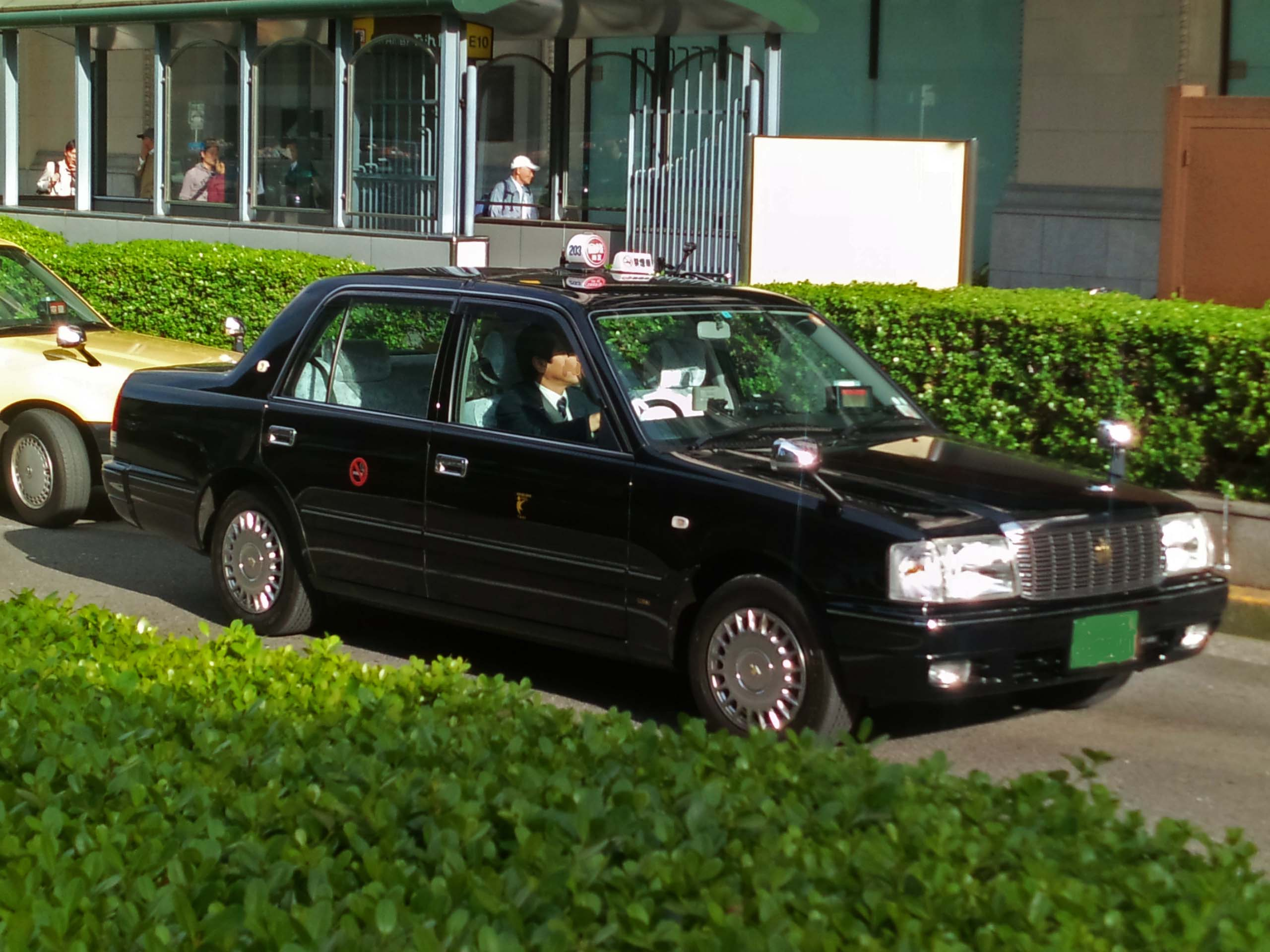
国際興業大阪 大阪地区ではこのような黒一色のタクシーが多い。

    - 総社両備カンパニー（「総社両備タクシー」として営業、総社市）
    - 福山両備タクシーカンパニー（「福山両備タクシー」として営業、広島県福山市）
    - 中国交通カンパニー（「中国交通」として営業、広島県尾道市）

  - 岡山両備タクシー（岡山市）
    - 両備グレースカンパニー（旧両備グレースタクシー、岡山市）

  - 両備ホールディングス（両備津山カンパニー）（「津山タクシー」として営業、岡山県津山市）
  - 東備バス（牛窓タクシーカンパニー）（「牛窓タクシー」として営業、岡山県瀬戸内市）
  - 浅口タクシー（岡山県浅口市）
- 山口第一交通グループ（山口）
- 第一交通産業グループ（北九州・福岡・鹿児島・札幌・仙台・東京・横浜・名古屋・大阪・広島ほか）

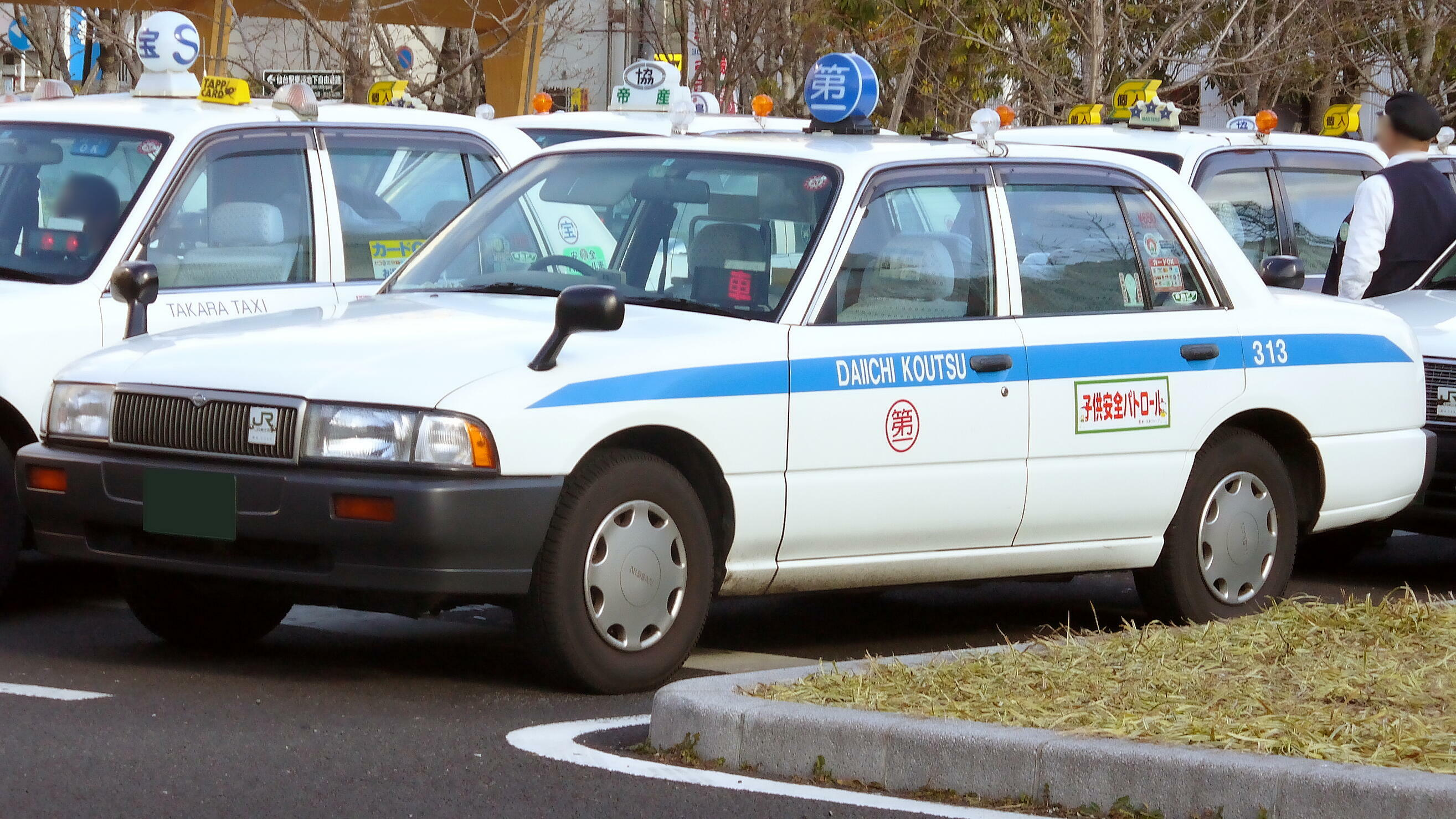
第一交通産業のタクシー（車種 : クルー）

- 国際興業グループ（北九州・福岡・佐賀・宮崎・下関）
- 太陽交通グループ（北九州・行橋・宇佐ほか）
- 西鉄グループ
  - 福岡西鉄タクシー（福岡市）
  - 北九西鉄タクシー（北九州市）他
- 西タク無線グループ（福岡市）
- ブルーキャブグループ（佐世保市・長崎市・福岡市）
- 福岡ラッキー自動車グループ（福岡）
- 長崎ラッキー自動車グループ（長崎）
- 佐世保ラッキー自動車グループ（佐世保）
- ハニ・バイエルングループ（鹿児島）
  - ハニ交通（鹿児島県全体）
  - 鹿児島交通タクシー（鹿児島市）
    - 以前はバス事業の鹿児島交通と同じいわさきグループであったが、2008年（平成20年）にハニ交通グループへ譲渡されたため、いわさきグループには属さない会社となっている。他に数社ある。
- 市丸グループ（鹿児島市・福岡市）
  - 市丸タクシー（鹿児島市）
  - 鶴丸交通（鹿児島市）
  - 昭和市丸交通（福岡市）

## 問題点

### 交通事故の多さ
一般車に比べ事故が非常に多く、1台あたりの事故件数は全自動車と比べて8倍以上と極めて高い。原因として強引な運転や、疲労運転が挙げられる（いずれも道路交通法違反）。「1台あたりの走行距離が長いから、事故が多くみえるに過ぎない」との主張もあるが、走行距離あたりの事故件数で比較してもタクシーの事故率が突出している。

### ドライバーの賃金問題
法人タクシードライバーの賃金は累進歩合制がほとんどであり、これに対して国土交通省は変更を勧告する通達を繰り返している。累進歩合制給与とは、売上高に応じて累進的に給与が加算される能力給制度の一種であるが、ベースとなる固定給が極めて低いのがタクシー業界の一般的特徴である。
モータリーゼーションの進行で国民の多数に自家用車の所有が浸透したことに加え、近年の規制緩和に伴うタクシー台数の増加もあり、限られた乗客を取り合う構図になり、満足な収入を得られるのは一部の優れたドライバーに限られ、ほとんどのドライバーは極めて少ない収入となる。
この問題に関連して、大阪府内の法人タクシーの運転手4人が2005年10月に「規制緩和による過度な増車等によって収入が低下し、労働条件の悪化と交通事故の増加を招いた」などとして、増車・運賃値下げの許認可取り消しと、1人当たり約50万円の損害賠償を国に対し求める訴訟を大阪地方裁判所に起こした。2009年3月25日、大阪地裁は「規制緩和があったからといって、供給過多や極端な運転手の給与水準の低下があったとは認められない」として訴えを棄却した。しかしその後、2008年には国土交通省がそれまでの増車により発生した過当競争を緩和する目的で減車を行う新制度を作り、台数が多すぎる地域を「特定地域」と設定して制限する動きも生じた。

### 運賃にまつわる問題
一部のタクシー事業者では、その地域の一般的なタクシーの運賃より割安な運賃（ワンコインタクシーなど）を設定していることがあるが、この動きに対し「過当競争につながる」などとして、2014年1月にタクシー適正化・活性化特別措置法が改正され、国土交通省の定めた公定幅運賃での営業が義務付けられた。従わない場合は車両の使用停止などの行政処分が行われる可能性がある。
反発して割安なタクシーを運営する一部の事業者は、公定幅運賃を下回る運賃を申請したり、運賃変更命令や車両使用停止命令などを出さない旨提訴などする。

### 客待ち独占問題
タクシー事業者の中には、鉄道事業者系などを中心として駅構内での客待ちを独占し、他のタクシー事業者の乗り入れを排除するケースが見られる。2014年10月31日には、神戸電鉄系のタクシー会社である神鉄タクシーが、神戸電鉄の駅に自社以外のタクシー事業者が乗り入れることを排除したことが、私的独占の禁止及び公正取引の確保に関する法律（独占禁止法）違反に当たるとの判決が大阪高等裁判所で言い渡されている。ただし、駅の乗り場が鉄道会社の私有地であるのか、自治体等の公有地なのかによっても判断が変わりうる可能性もある。
大都市圏を中心にオフィスビルや病院等とタクシー事業者あるいは無線組合と契約の上で、車寄せを乗り場としている場合もある。この場合は乗り場が私有地であるため契約のない事業者が排除されることに法的な問題はないが、契約があることを理由に待機車がないときの呼び込みを拒否する例もある。乗客からの直接の申し込みではないので乗車拒否にはならない。

### 「乗車拒否」問題
乗車拒否とは「駐停車中又は客を認めて一時停止もしくは徐行を行い、運送の申込みを受けてから、正当な理由なくその引き受けを拒否すること」である。
乗車前の旅客の態様から想起される乗車拒否の一例として、夜間、酩酊した客に対して、吐瀉物により車内を汚されることや、正常なコミュニケーションが交わせない結果トラブルが発生することを予想した拒否が行われる場合がある。泥酔者に関しては旅客自動車運送事業運輸規則第13条（運送の引受け及び継続の拒絶）において乗車を拒否できる条文がある。
特定地域の政治・経済状況が原因の可能性がある乗車拒否の事例として、原子力発電所が立地する自治体において原発反対論者の代議士に対して配車を断った事例もある。この事例では後に当該会社が謝罪しているほか、国土交通省中部運輸局も再発防止を求めた。
バブル期においては、当時の好景気から長距離利用の乗客が多かったため、短距離利用の乗客に対する乗車拒否が多く見受けられたが、昨今の社会状況において乗務員が意図的に乗車拒否をすることは少なくなってきている。
複数車線のある道路において、第1通行帯以外を通行しているときは、たとえ客を認めて運送の申し込みを受けたとしても、安全を考慮してその引き受けを受諾してはならない。

### 乗務員の質、素行の悪さ
1969年頃の日本では、タクシー乗務員が女性客を車内に閉じ込めて暴行に及ぶ事件が続発し「オオカミタクシー」と呼ばれる時代があった。 1996年には車内で女性4人が乗務員に相次いで殺害される広島タクシー運転手連続殺人事件が発生した。
もっとも日本国外では珍しいことではなく、2017年から2018年の間にアメリカの配車サービス「Uber」で発生した性的暴行被害は5,981件に達している。

### タクシーを標的とする犯罪
乗車中は密室となることもあり、乗客による暴行事件、客を装った者による強盗傷害事件はしばしば発生する。2016年度に日本国内で発生したタクシー強盗の発生件数は97件で、うち88件が逮捕されている。
主なタクシー強盗殺人事件
- 永山則夫連続射殺事件（1968年）
- 長野・愛知4連続強盗殺人事件（2004年）
- 函館市タクシー運転手強盗殺人事件（2006年）
- 新潟市タクシー運転手強盗殺人事件（2009年）

### 中国式白タク
中国人による日本への海外旅行が非常に盛んな中で生まれたのが、中国式白タクである。中国人旅行客にとって中国語が使える安心さと、ガイドも行ってくれる便利さ、運賃が破格に安いことなどから人気が高く、主要な日本の空港を中心に爆発的に広がっている。この中国式白タクは、在日中国人や中国人留学生などが自家用車を用いて行うもので、中国の配車アプリを使って利用する。報道によれば2017年8月現在、配車アプリには運転手として数千人が登録していることが確認されており、今後もますます増えることが予想される。
金銭授受を現地で行わず、日本入国前・乗車前にインターネットを介したAlipay（アリペイ）などでネット決済を行い日本の銀行口座を用いず、領収書なども使用しないため、金銭授受の証拠を掴みにくいことから、警察による取締りに対して「友人の送迎」と主張をして言い逃れ、違法な白タク行為と認定することが困難であった。
中国式白タクは二種免許を持たず、旅客運送事業許可も受けていない違法行為であるため、事故時には任意保険未加入の扱いを受け、乗客・被害者に対する補償等の救済措置は無い。任意保険の制度すら知らない可能性も高く、違法と認定されなくても補償がない可能性もある。民事的な賠償請求をしても運転手に支払い能力は無く、帰国されるので被害者は泣き寝入りの可能性が高い。海外のネット決済を使用した脱税行為である。
中国人団体客の多くは中国式白タクの他に、中国人が違法に運営する民泊を利用し、訪れる免税店は中国系資本の店を使い、その全てを中国企業のネット決済で営業していることから、中国人によるインバウンド収益は減少の一途を辿り、大きな社会問題になっている。
警察は複数回の出入りがある乗用車をマークして厳しく捜査しており、逮捕者も増加している。逮捕者は、道路運送法第九十六条により「三年以下の懲役若しくは三百万円以下の罰金に処し、又はこれを併科する」とされている。

## 日本のタクシーをテーマとした作品

### 書籍
- 小説
  - タクシードライバーの推理日誌（笹沢左保）- テレビドラマ化された（土曜ワイド劇場、渡瀬恒彦主演）。
  - タクシー狂躁曲（梁石日）- 著者も元タクシー運転手
- 随筆
  - 花のお江戸のタクシードライバー（しゃけのぼる）
  - タクシードライバー日誌（梁石日）
  - 笑う運転手（植上由雄）
- 児童文学・絵本
  - 車のいろは空のいろ（あまんきみこ）
  - さらばハイウェイ（砂田弘）
  - きいろいタクシー（文：わたなべしげお、絵：おおともやすお）
- 漫画
  - ミッドナイト（手塚治虫）
  - ヒメタク（細野不二彦）
- その他
  - 池谷裕二『記憶力を強くする』講談社ブルーバックス、ISBN 4-06-257315-6

タクシー運転手の記憶力と脳の構造に関する実験が取り上げられている。

### 映画
- 月はどっちに出ている
- バカヤロー! 私、怒ってます 第三話「運転する身になれ!」

### テレビ番組
- テレビドラマ
  - タクシードライバーの推理日誌
  - 女タクシードライバーの事件日誌
  - 危険な関係
  - タクシー（土曜ワイド劇場）
  - ねこタクシー
  - 素敵な選TAXI
- バラエティ番組
  - 日本のタクシー大冒険 - タクシー車両を使って世界各国を縦走したテレビ番組。
  - M系タクシー - 江頭2:50主演。NETCINEMA.TVで配信され、のちにDVD化された。

### ゲーム
- - イエローキャブ - データイーストのアーケードゲーム
  - 萌えろDownhillNight - 主人公の乗るタクシー（白タク）が『頭文字D』同様に峠で公道レースを繰り広げる。
  - THE タクシー 〜運転手は君だ〜 - PlayStation 2のゲームソフト
  - クレイジータクシー - セガのアーケードゲーム

### 楽曲
- ムーンライト・タクシー - 歌：浅野ゆう子、作詞：橋本淳、作曲：筒美京平
- タクシードライバー - 作詞・作曲・歌：中島みゆき
- タクシードライバー - 作詞・作曲・歌：松本人志（ダウンタウン

ダウンタウンのガキの使いやあらへんで!!の出囃子として一時期使用され、のちにシャ乱Qもカバーしている。
- 急げタクシー - 歌：山本正之と水谷優子、作詞・作曲：山本正之
- 真夜中のタクシー - 作詞・作曲・歌：吉田拓郎
- 夜明けのタクシー - 歌：森まどか、作詞：田久保真見、作曲：徳久広司、編曲：伊戸のりお
- ワッパ人生 - 歌：つボイノリオ、作詞：桐島重石、作曲：野々卓也、編曲：池多孝春